# Di-lặc
Di Lặc là một Bồ tát sẽ chứng ngộ thành Phật trong tương lai. Trong một số kinh điển Phật giáo như A-di-đà kinh và Pháp hoa kinh, Di Lặc cũng được gọi là Vô Năng Thắng (tiếng Trung: 無能勝, sa. ajita, phiên âm Hán-Việt là A-dật-đa), Trong Phật giáo Tây Tạng, Di Lặc được gọi là Pakpa Jampa.
Các trường phái Phật giáo coi Di Lặc là vị Phật kế thừa Thích-ca Mâu-ni. Là vị Phật thứ năm và cuối cùng của kiếp hiện tại, Di Lặc sẽ thuyết lại pháp cho chúng sinh, tương tự như Thích-ca Mâu-ni. Sự kiện Di Lặc chứng ngộ thành Phật sẽ diễn ra trong thời kỳ mạt pháp khi Phật pháp đã bị lãng quên. 

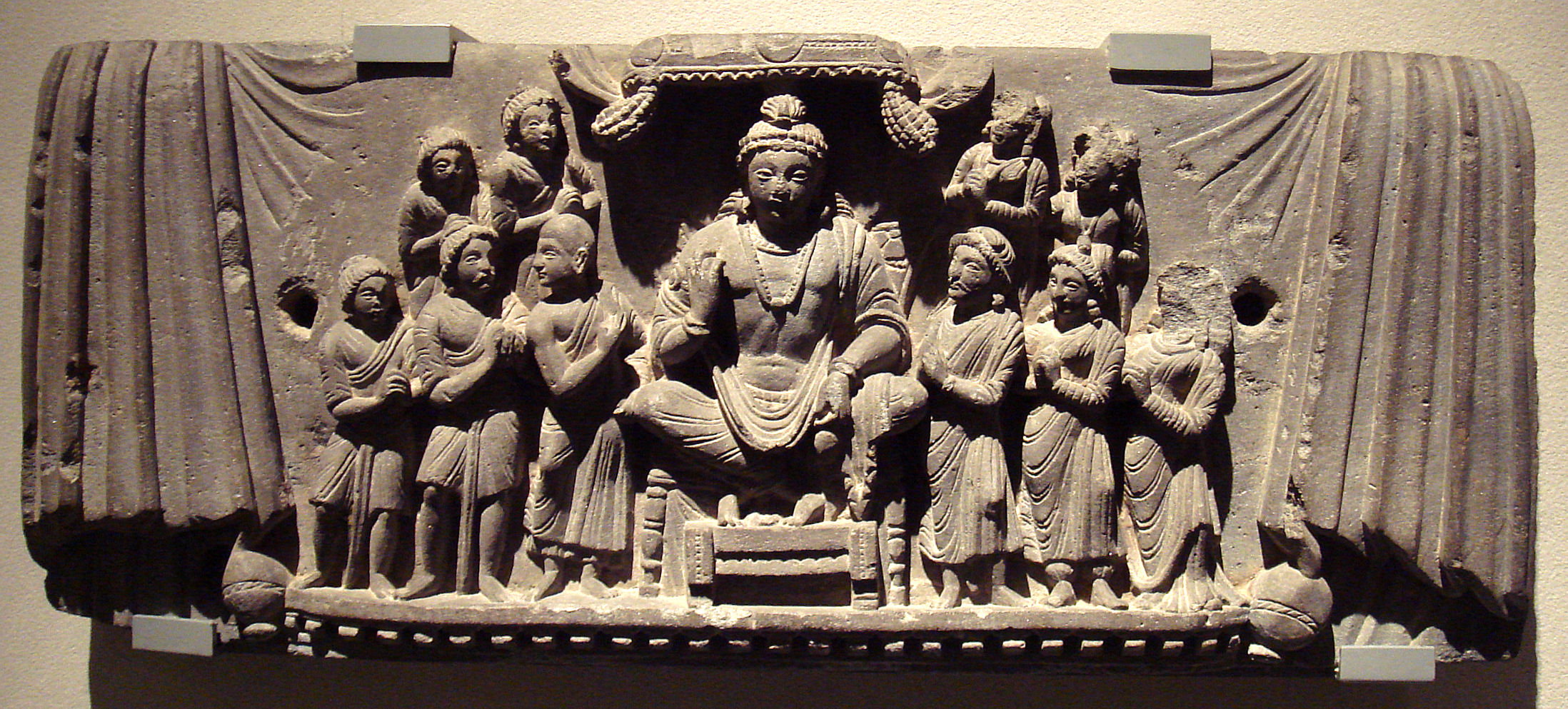
Bụt tương lai Di Lặc (ở giữa), Gandhara, thế kỷ thứ 3

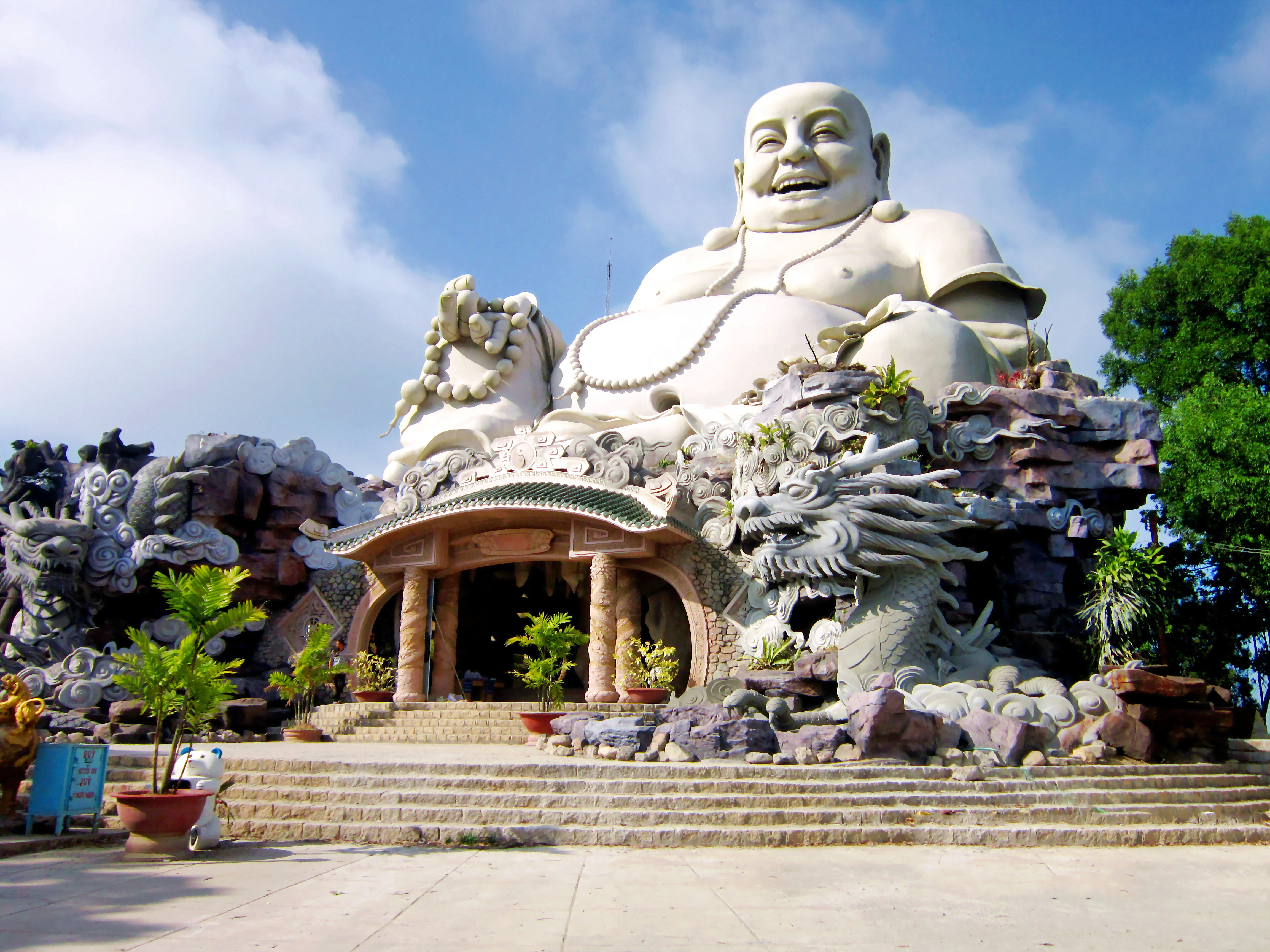
Tượng Phật Di Lặc trên đỉnh núi Cấm, An Giang

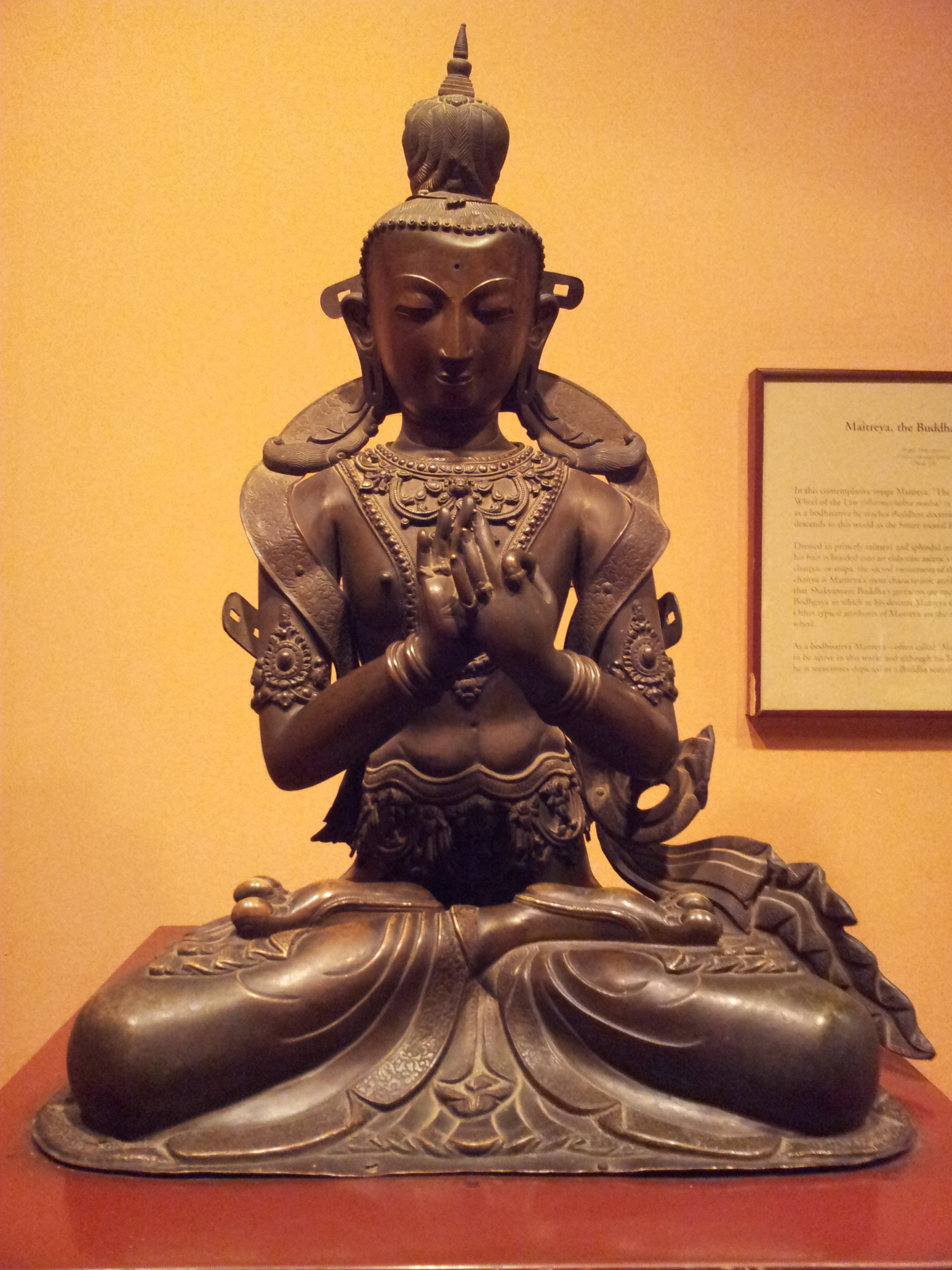
Tượng Di Lặc trong Mật tông, Viện bảo tàng Patan, Kathmandu

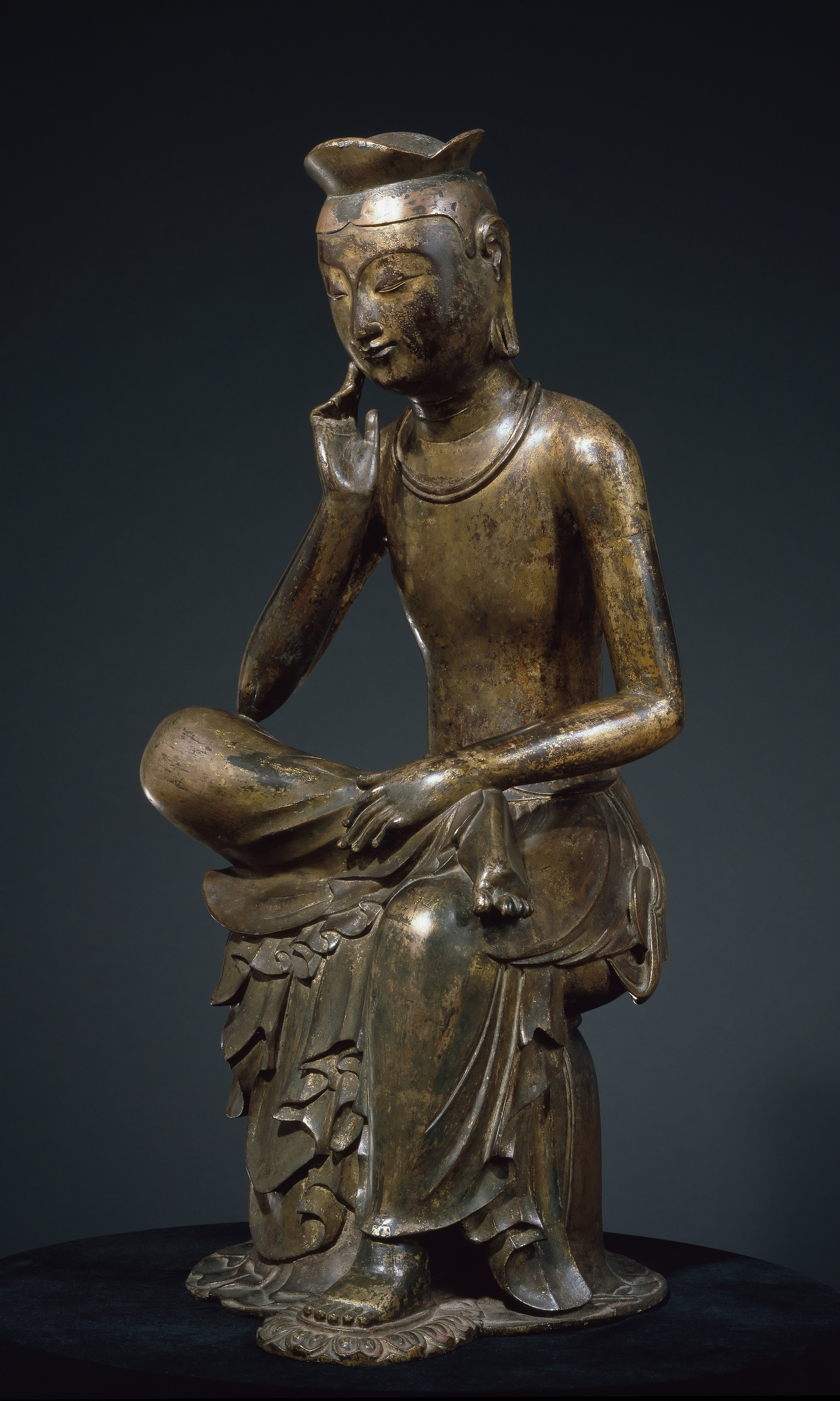
Tượng đồng Bồ tát Bụt Di lặc trầm ngâm, khoảng thế kỷ thứ 7. Hiện vật nằm trong danh sách quốc bảo của Hàn Quốc.

## Cơ sở

### Kinh điển Đại Thừa
Có nhiều kinh điển Đại Thừa đề cập đến Bồ Tát Di Lặc. Di Lặc là một nhân vật phụ trong nhiều kinh Đại Thừa quan trọng như Pháp hoa kinh, Duy-ma-cật sở thuyết kinh, Kim quang minh kinh, Kinh Vua của Định và Tiểu phẩm bát-nhã kinh.

## Quan niệm trong Phật giáo

### Đâu Suất

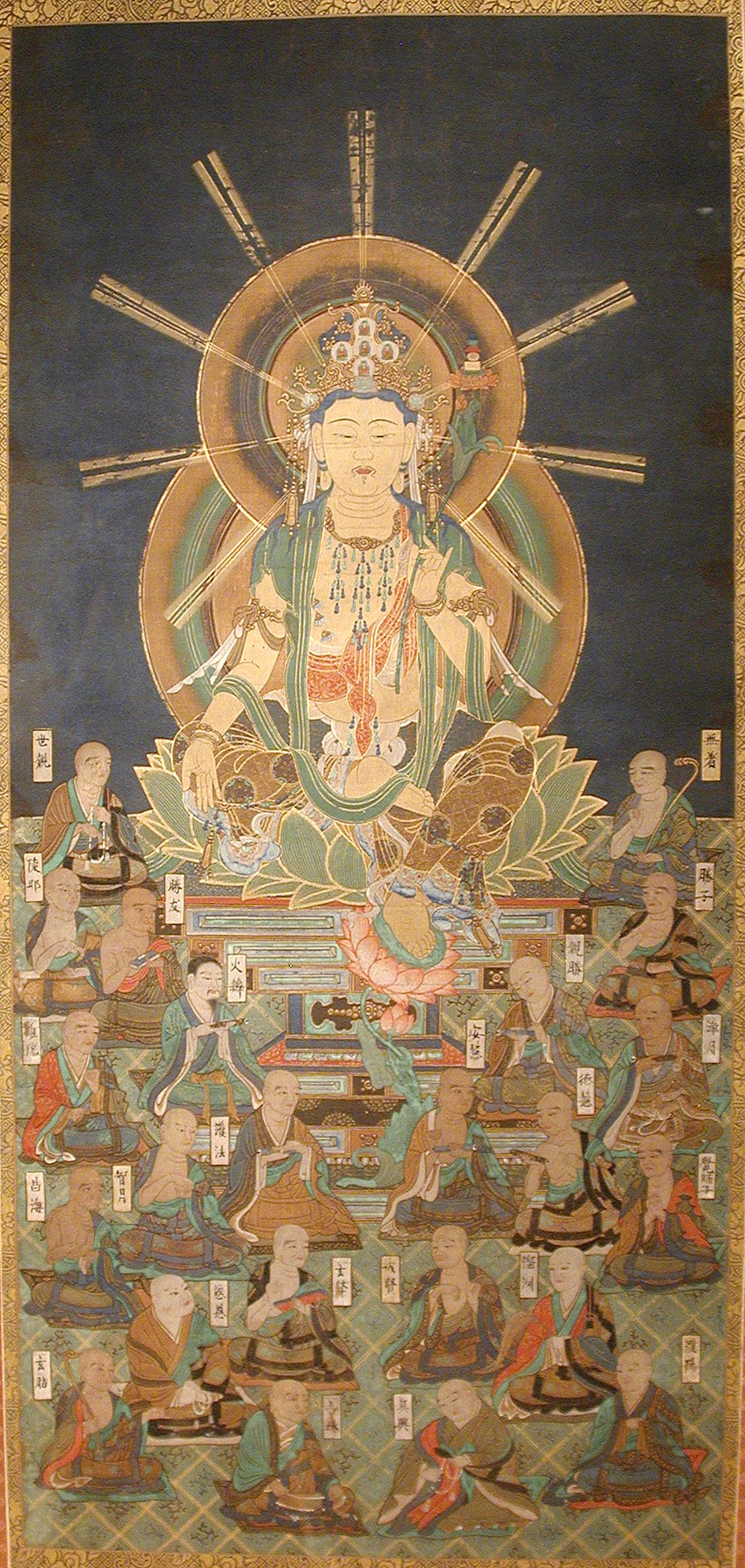
Maitreya depicted as the founder of the Hosso (Japanese Yogacara) school, c. 16th century

Theo Phật giáo, Di Lặc là một Bồ tát đang ở Đâu Suất, đợi đến khi thích hợp sẽ hóa thân xuống cõi trần để chứng ngộ thành Phật.

## Chân ngôn và đà la ni

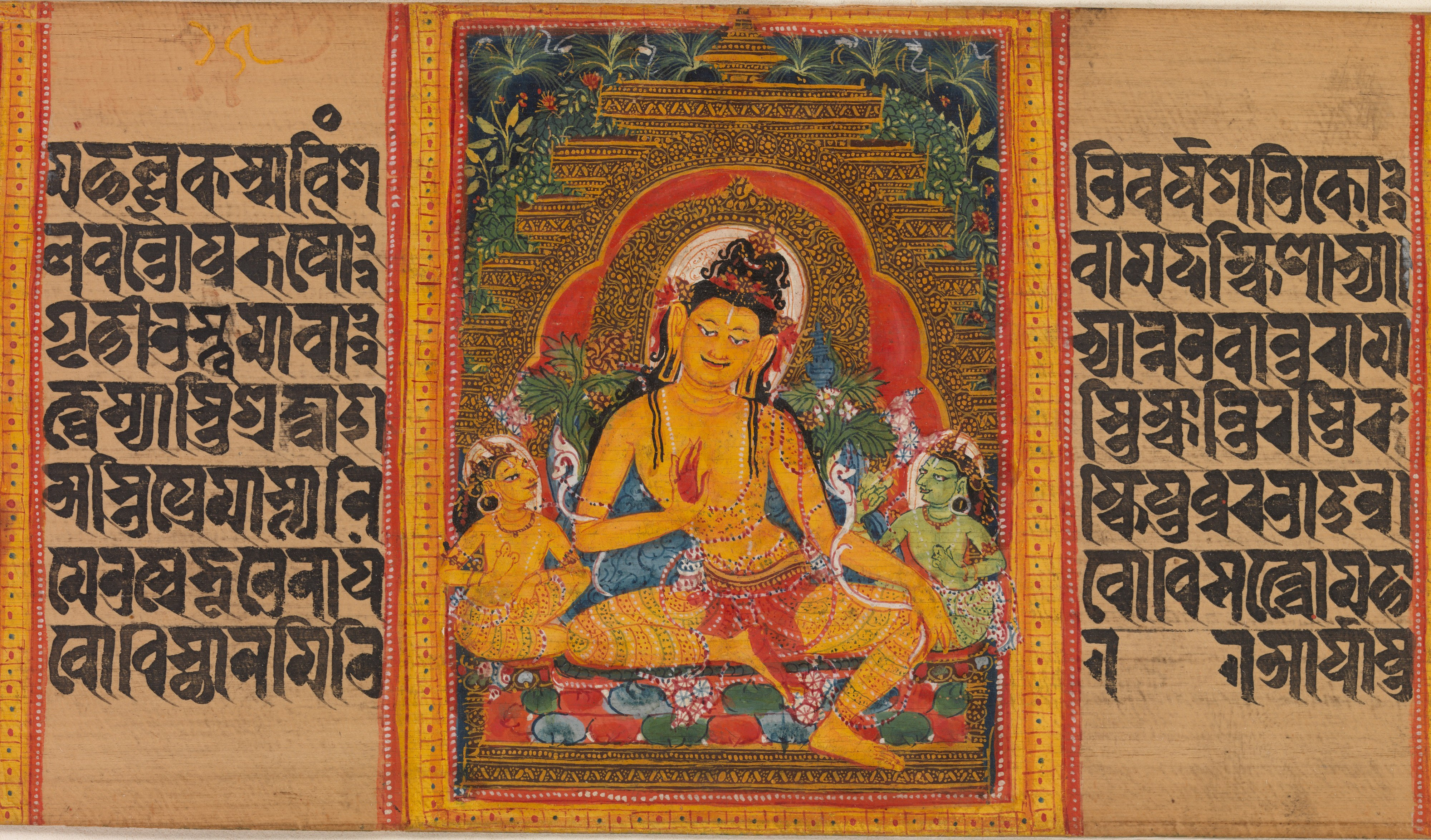
Maitreya in a leaf from a Aṣṭasāhasrikā Prajñāpāramitā Sūtra Manuscript, Bengal, early 12th century

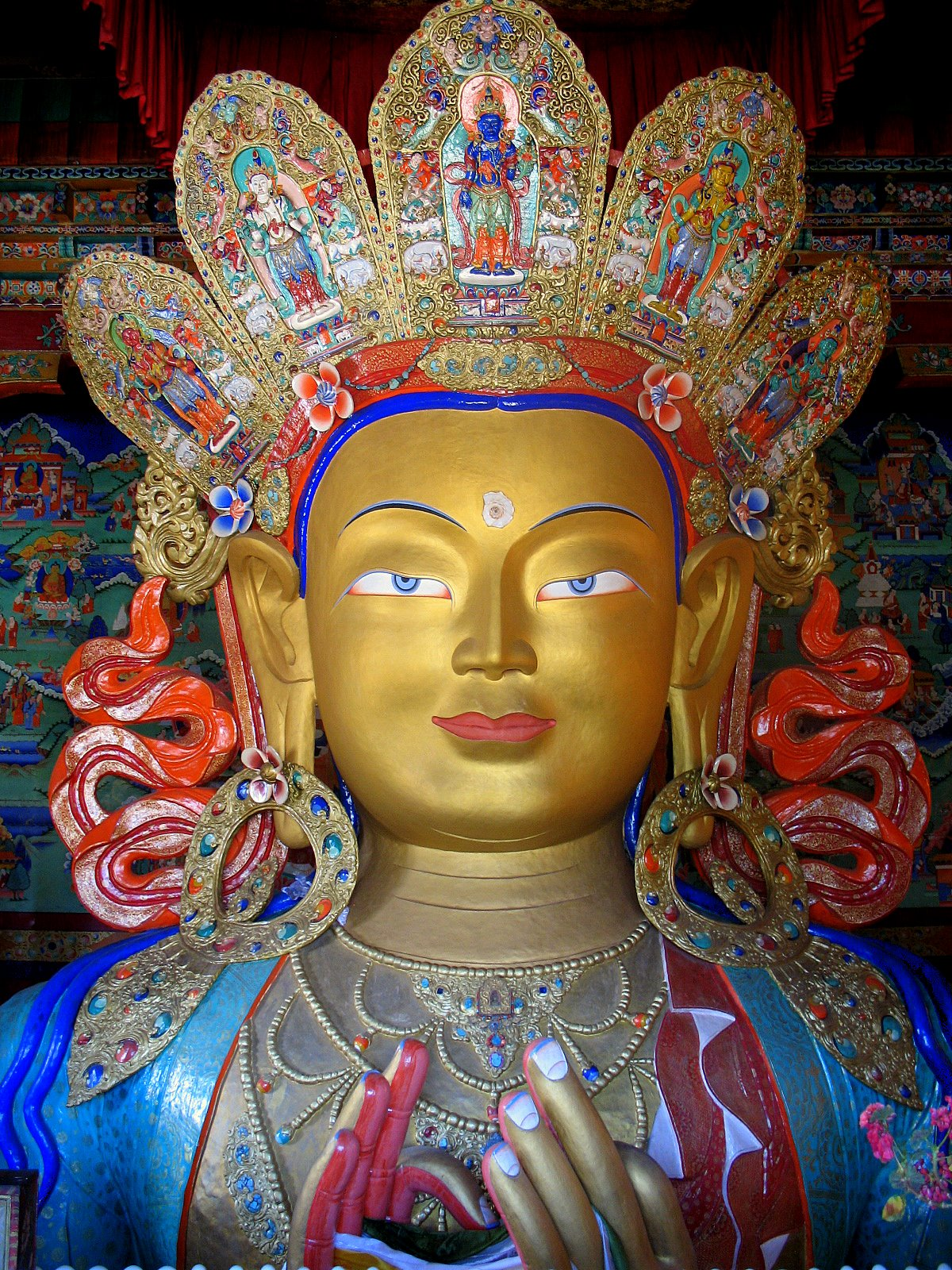
Close-up of a statue depicting Maitreya Bodhisattva at the Thikse Monastery in Ladakh, India

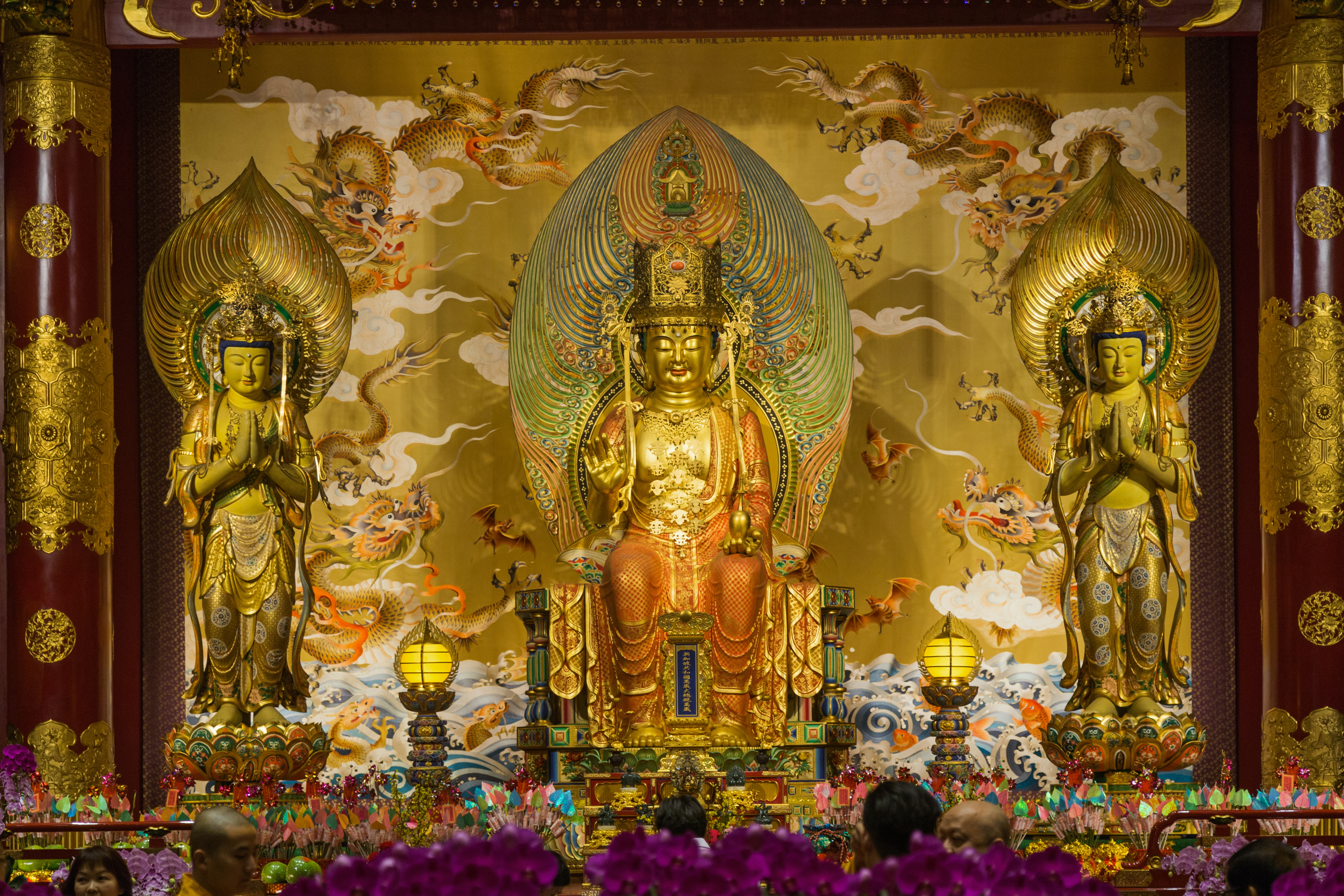
Maitreya centered altar, Buddha Tooth Relic Temple and Museum, Chinatown, Singapore.

Kinh điển Đại Thừa có nhiều chân ngôn và đà la ni về Di Lặc.

Chân ngôn Di Lặc phổ biến trong Chân ngôn tông là:
oṃ maitreya svāhā
Một chân ngôn Di Lặc trong Phật giáo Tây Tạng là:
oṃ āḥ maitrī sarva siddhi hūṃ
Hai chân ngôn khác trong Đại tạng kinh (do Không Hải phiên dịch) bao gồm:
Namaḥ samanta-buddhānāṃ aparājite jayanti svāhā
Namaḥ samanta-buddhānāṃ ajitaṃjaya sarva-sattva-āśaya-anugata svāhā

## Di Lặc tại Đông Á

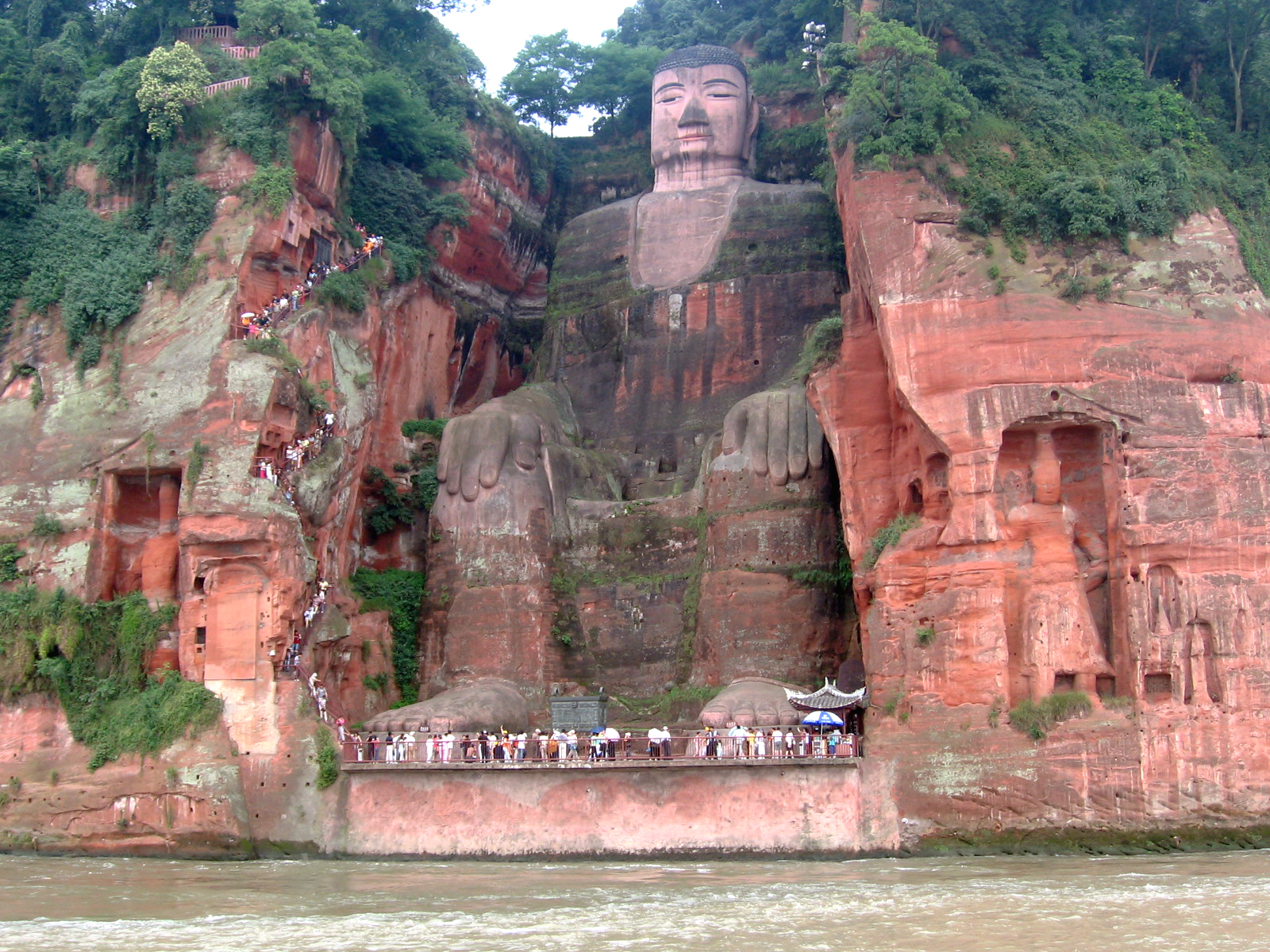
Seated stone-carved Maitreya, Leshan Giant Buddha in Sichuan, China

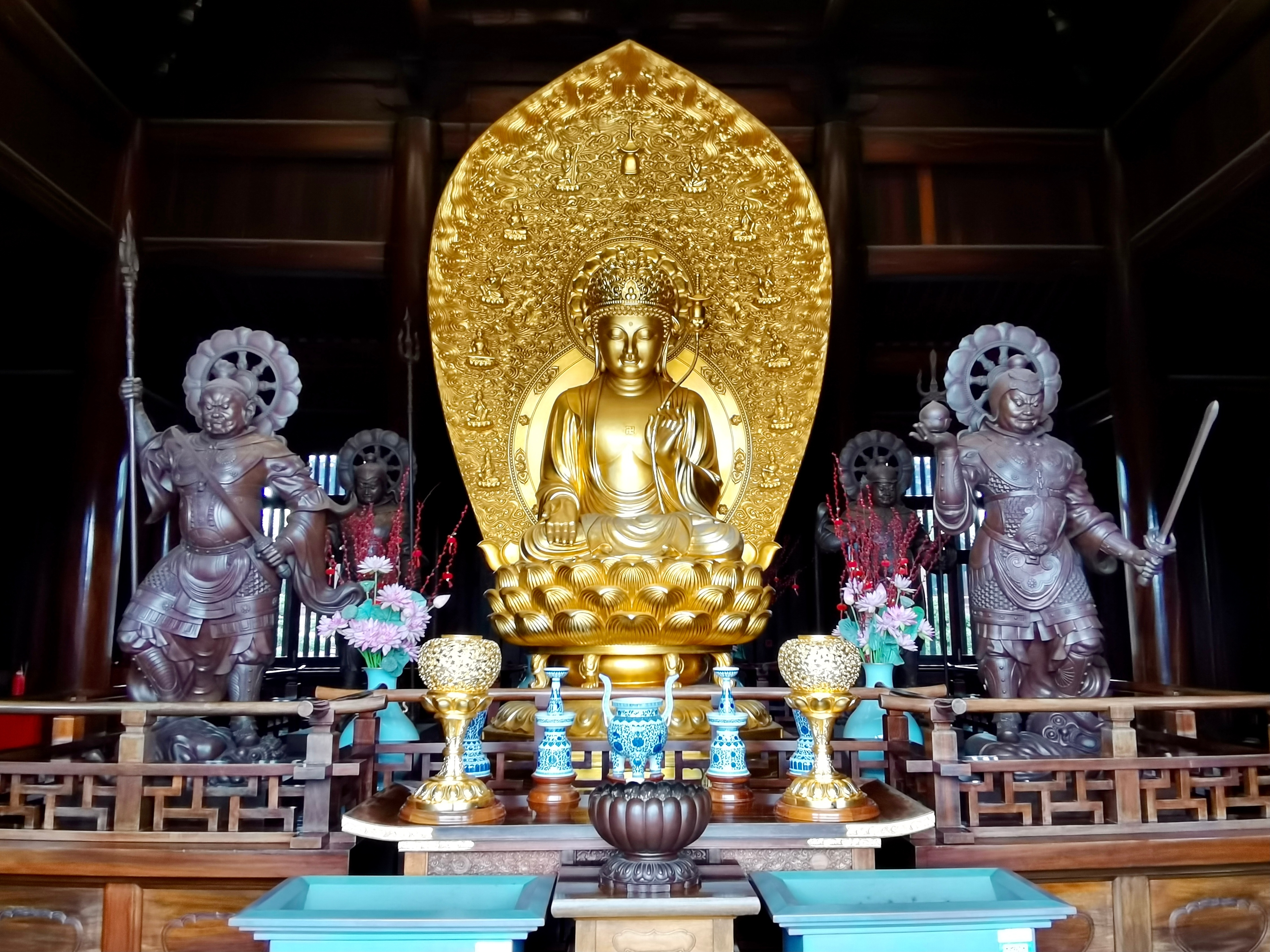
Statue of Maitreya (Mile Pusa) with the Four Heavenly Kings, Baoshan Temple, Shanghai.

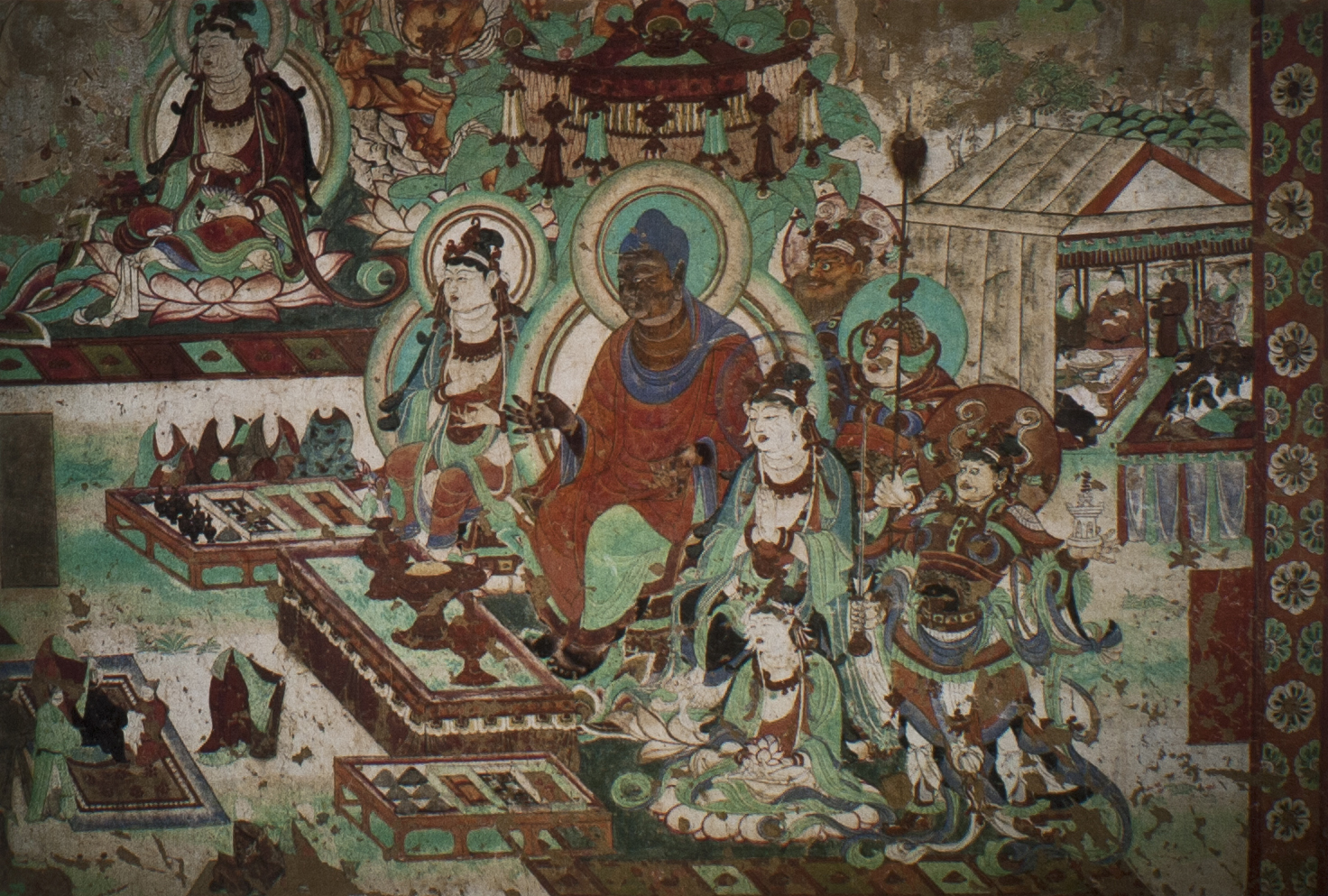
Illustration of the Maitreya Sutra, Yulin Caves, Gansu, China

### Thờ phụng Di Lặc
Phật giáo ở Đông Á bắt đầu thờ phụng Di Lặc từ khi Đạo An (312–85) thành lập tín ngưỡng Di Lặc tại Trung Quốc. Thờ phụng Di Lặc phổ biến vào đời Bắc Ngụy (386–534). Vào đời nhà Tùy có ba người tự xưng là Bồ Tát Di Lặc và phát động nổi loạn nhằm lật đổ nhà Tùy.
Tại Trung Quốc và các nước Đông Á khác, Bồ Tát Di-lặc hay được trình bày với tướng mập tròn, vui vẻ, trẻ con quấn quýt xung quanh. Người ta tin rằng, đó chính là hình ảnh của Bố Đại, được xem là một hóa thân của Di-lặc ở thế kỷ 10.

## Hình ảnh

#### Theo Phật giáo Nguyên thủy và Nam Tông
Theo Phật giáo Nguyên thủy, Nam truyền và Bắc truyền (đến thế kỷ 10)

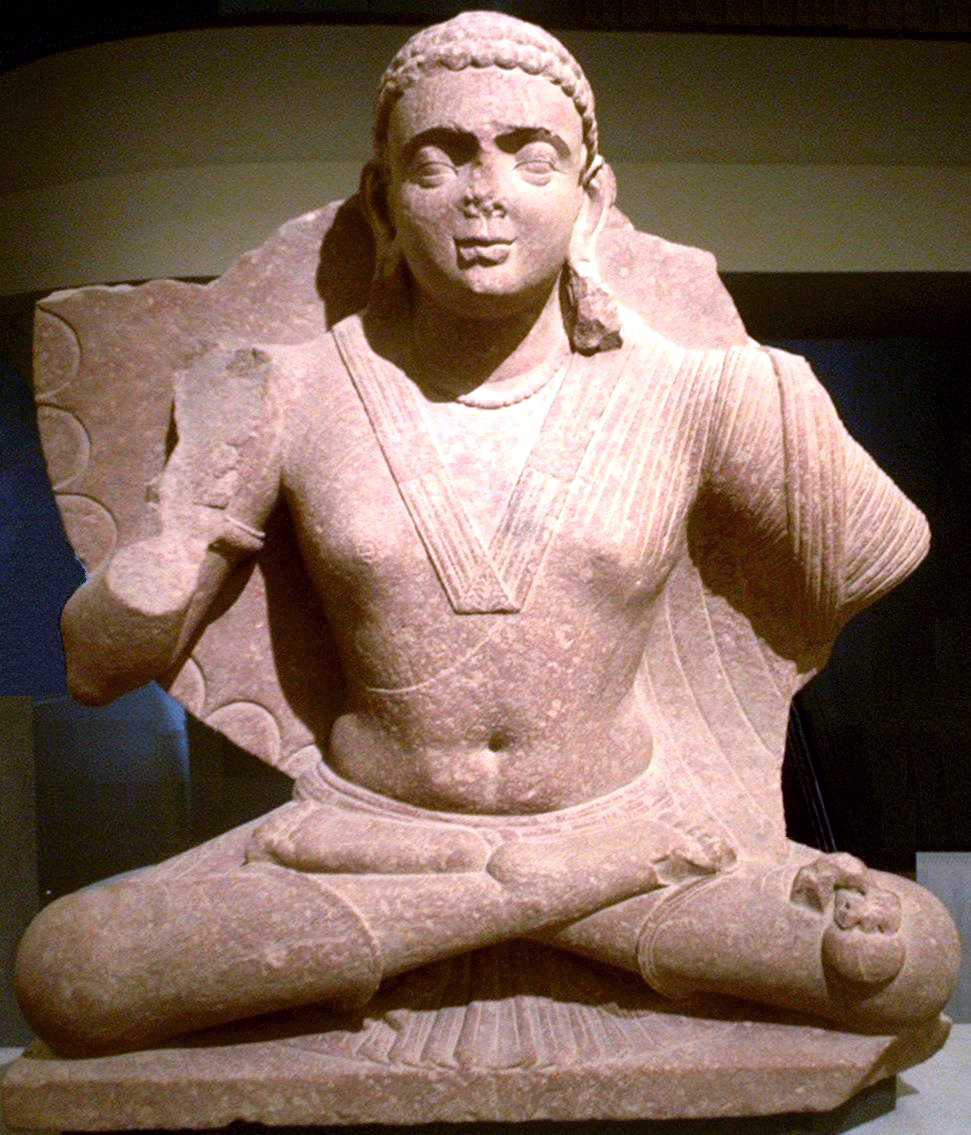
Bồ Tát Di Lặc, nghệ thuật Mathura, thế kỷ thứ 2
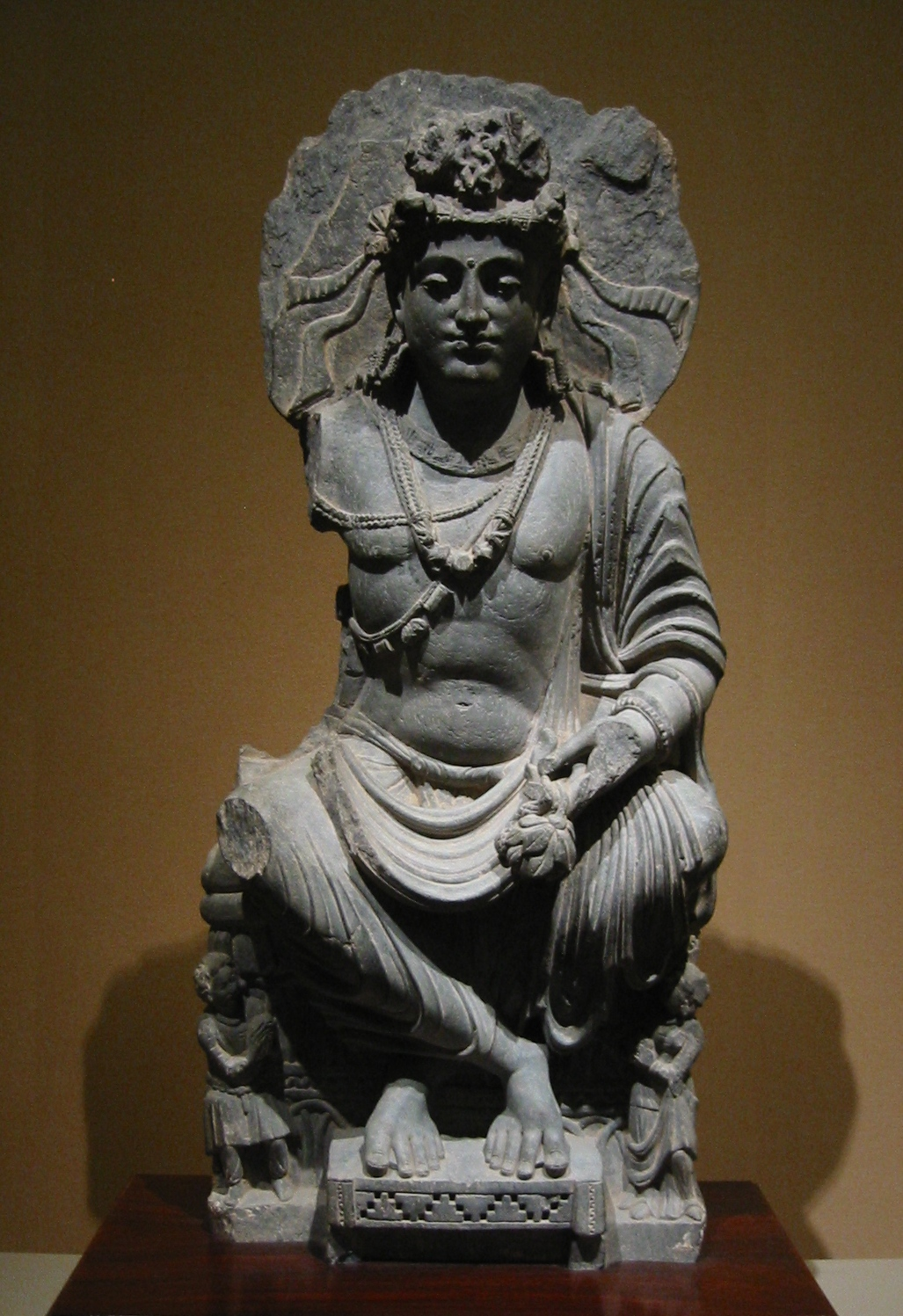
Di Lặc theo nghệ thuật Gandhara, thế kỷ thứ 2
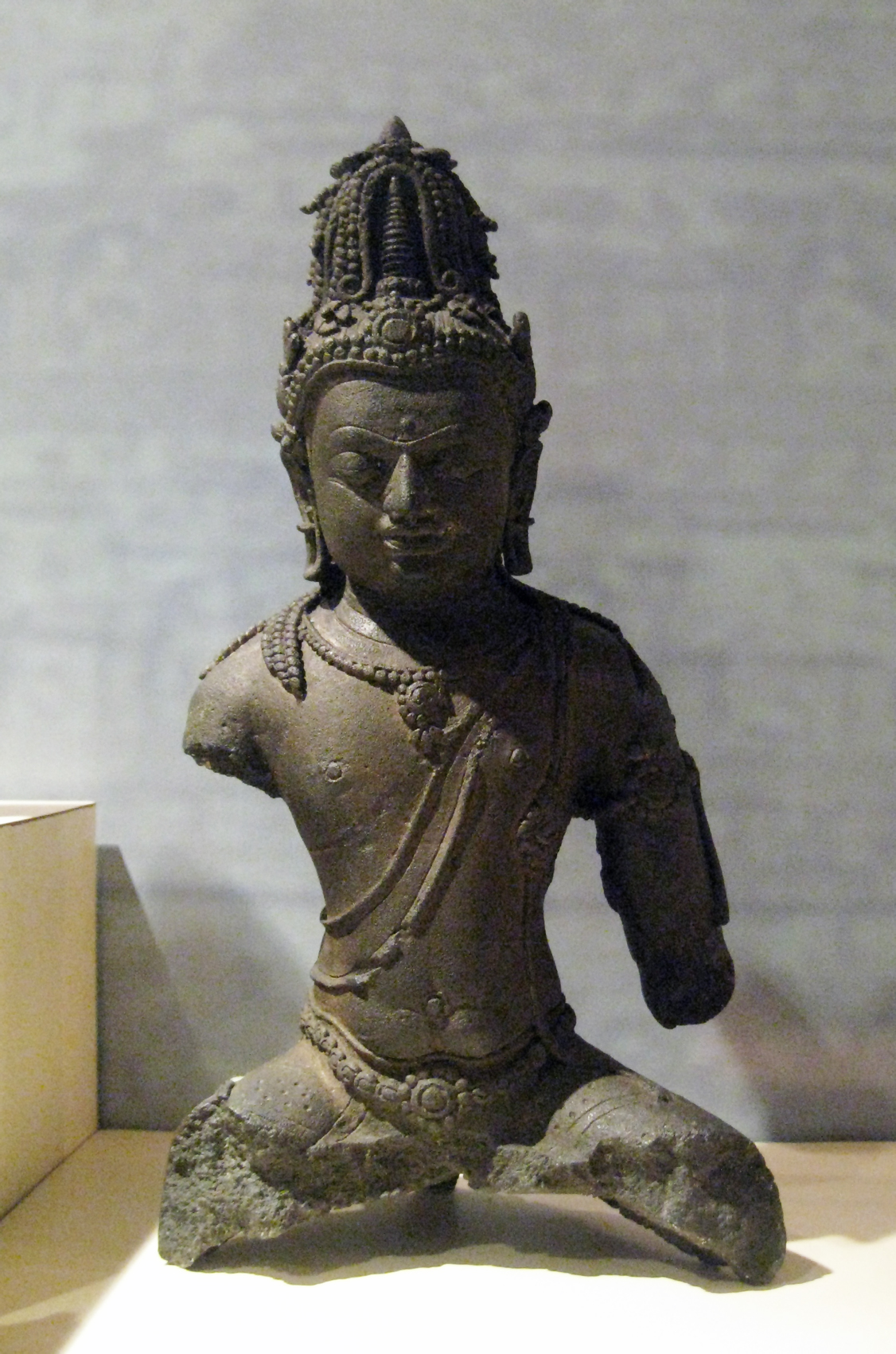
Tượng đồng Di Lặc thế kỷ 9, nghệ thuật Srivijaya, từ Nam Sumatra, trang trí trên đỉnh 1 stupa
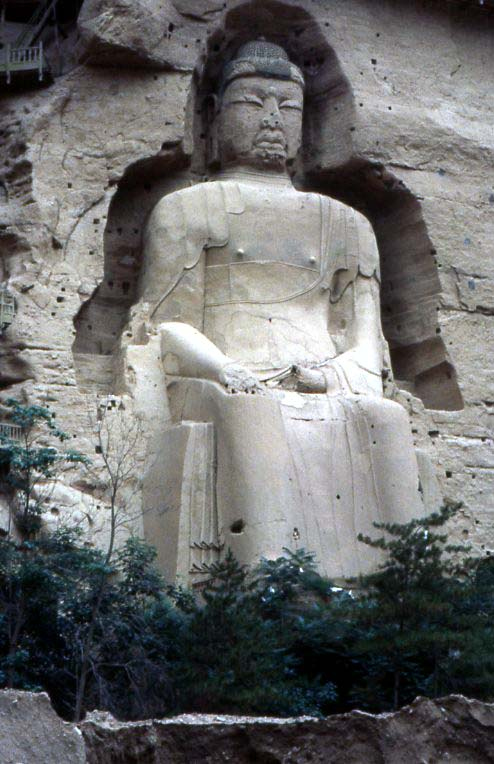
Phật Di Lặc khắc trong núi đá, cao 27 m, khoảng thế kỷ thứ 5, tại Bình Linh tự (Bingling Temple), Vĩnh Tĩnh, Trung Quốc
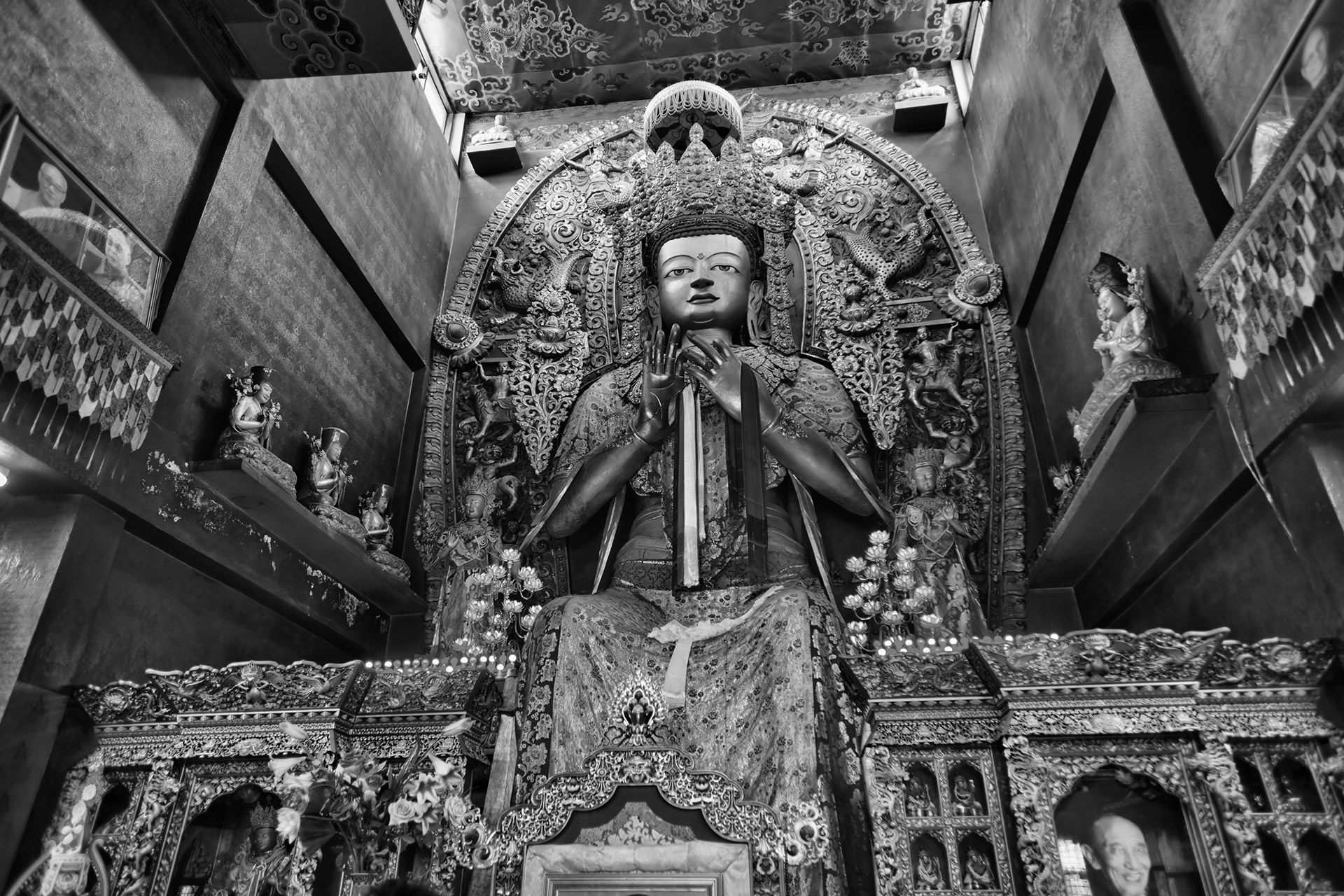
Một bức tượng Phật Di Lặc trong tu viện Jamchen Lhakhang tại stupa Bouddhanath, Kathmandu, Nepal.
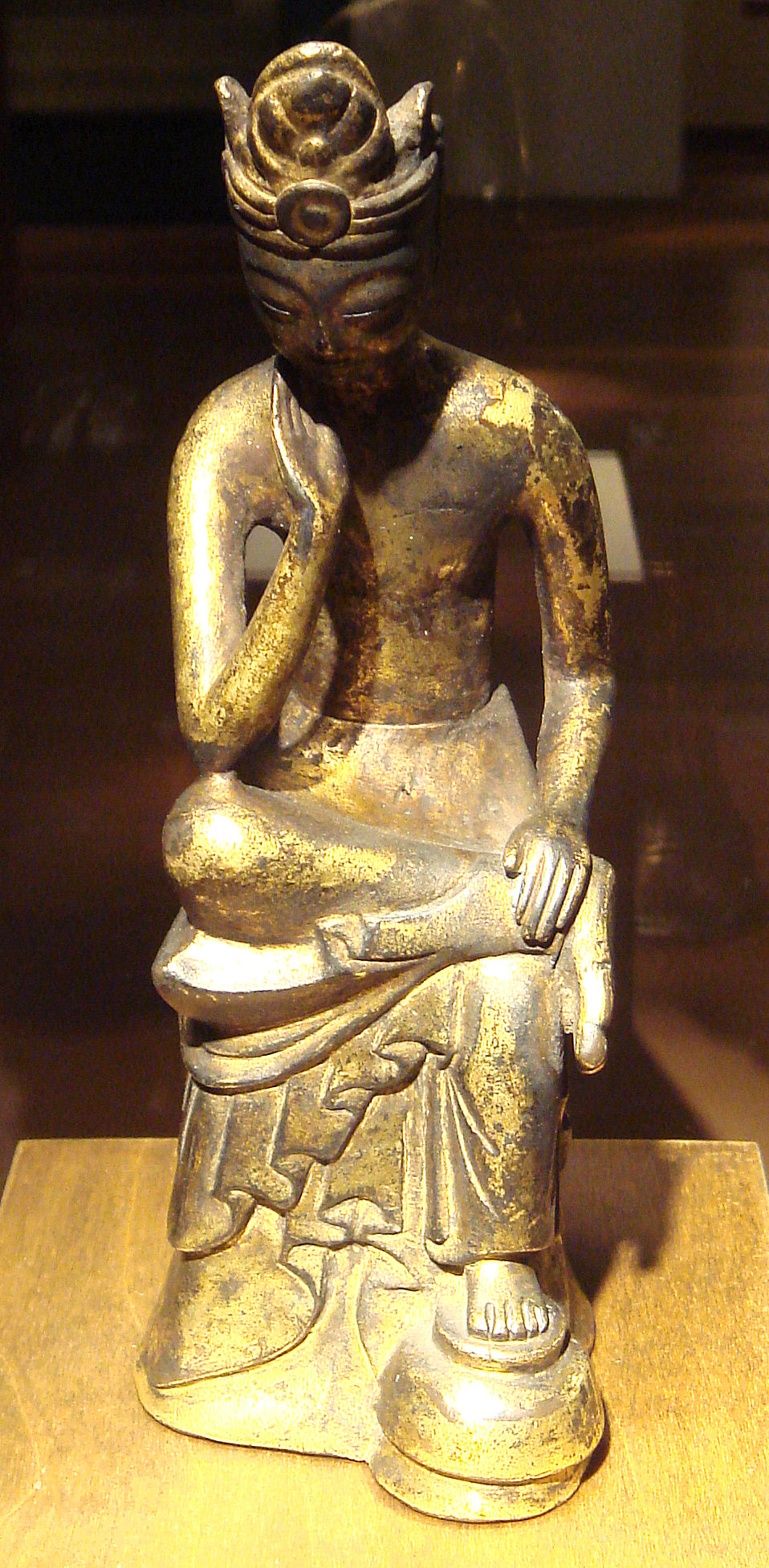
Tượng Di Lặc ngồi, nghệ thuật Hàn Quốc, thế kỷ 4-5. Hiện vật Bảo tàng Guimet
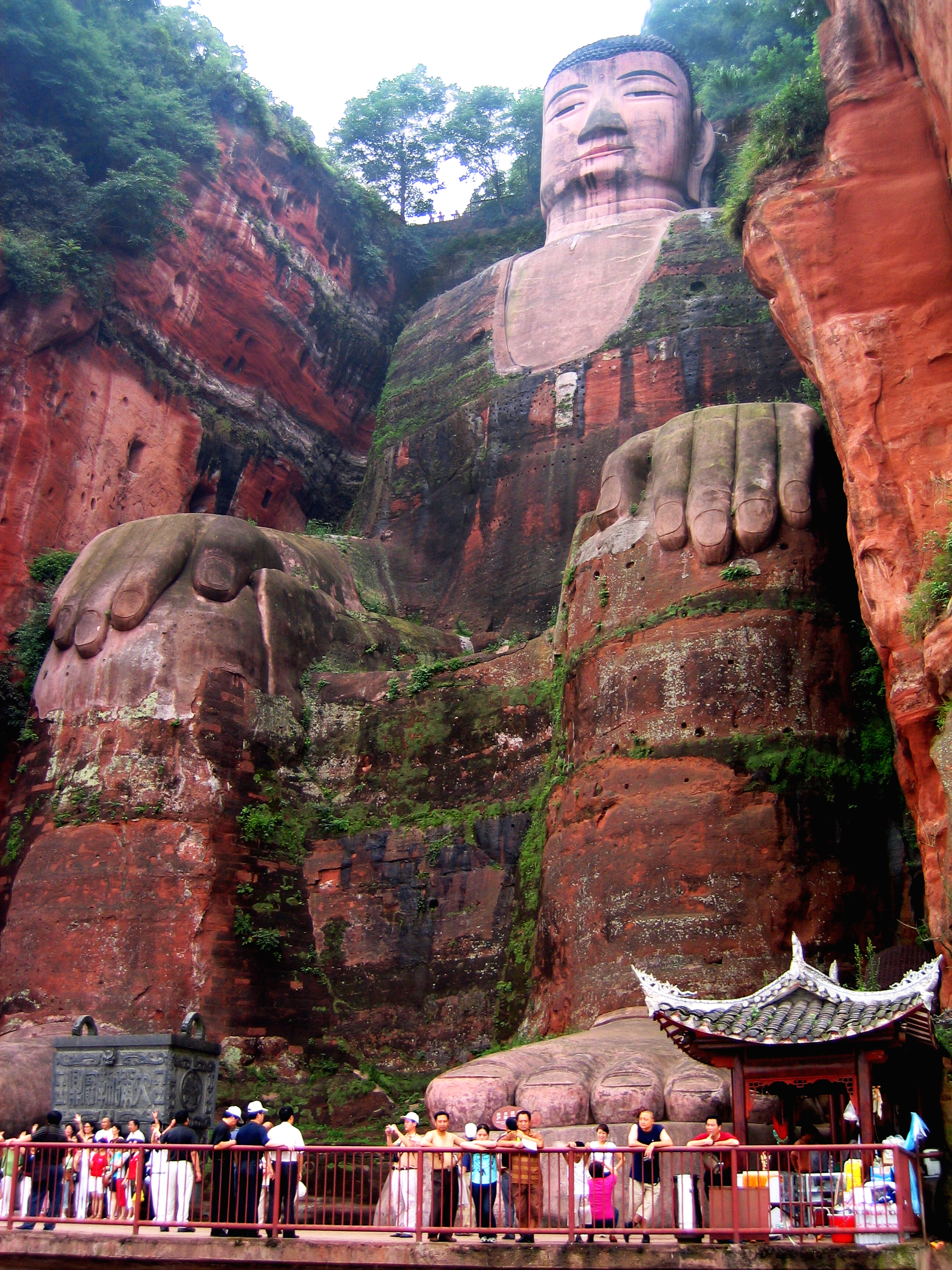
Tượng Phật Di Lặc tạc vào vách núi Lạc Sơn (Lạc Sơn Đại Phật) ở Trung Quốc, khởi xây vào năm 713
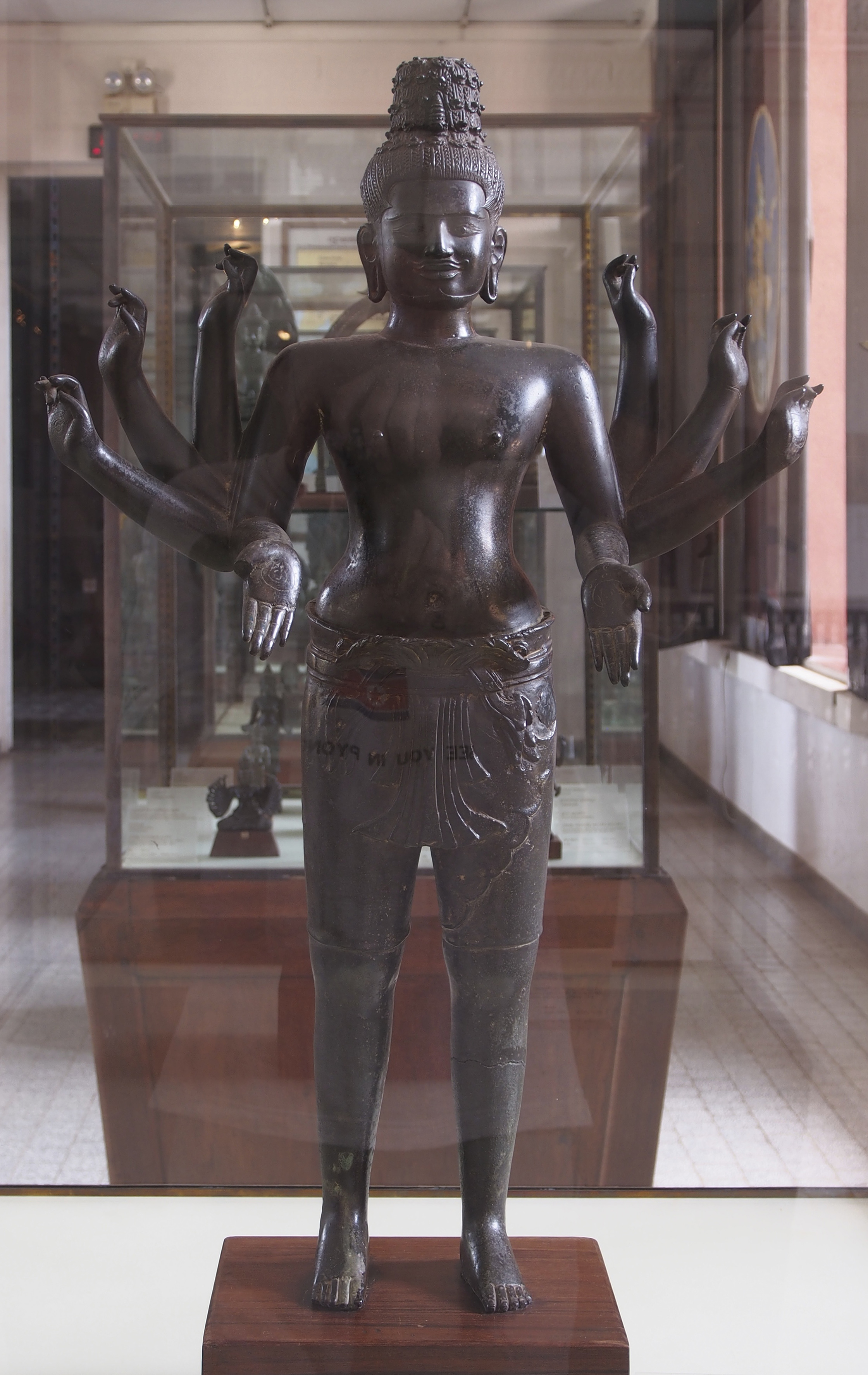
Nam thần tám tay Di Lặc (Maitreya). Tượng đồng thế kỷ thứ 10. Bảo tàng Quốc gia Campuchia. Phnom Penh.
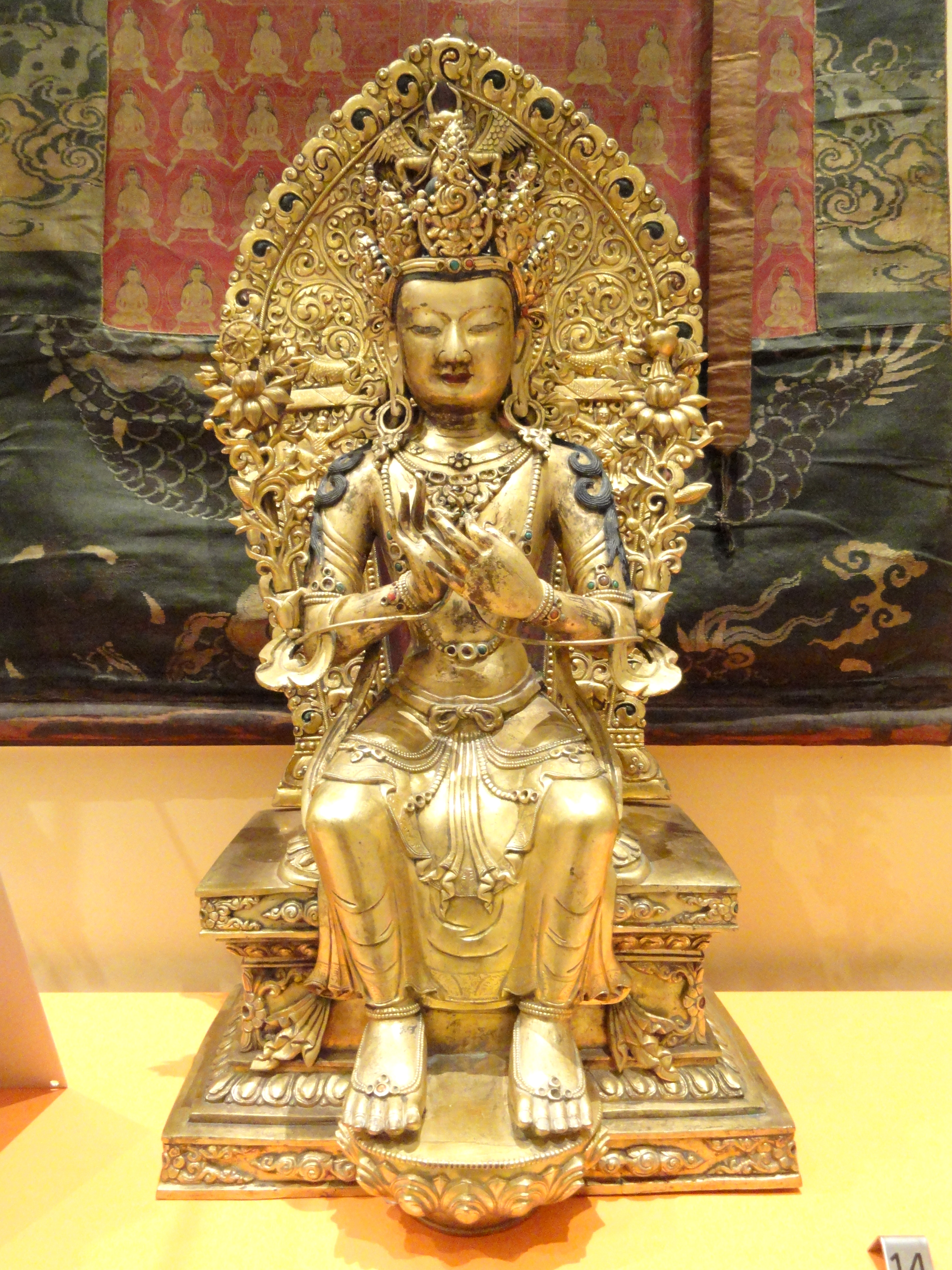
Bồ tát Di Lặc, nghệ thuật Tây Tạng, thế kỷ 18
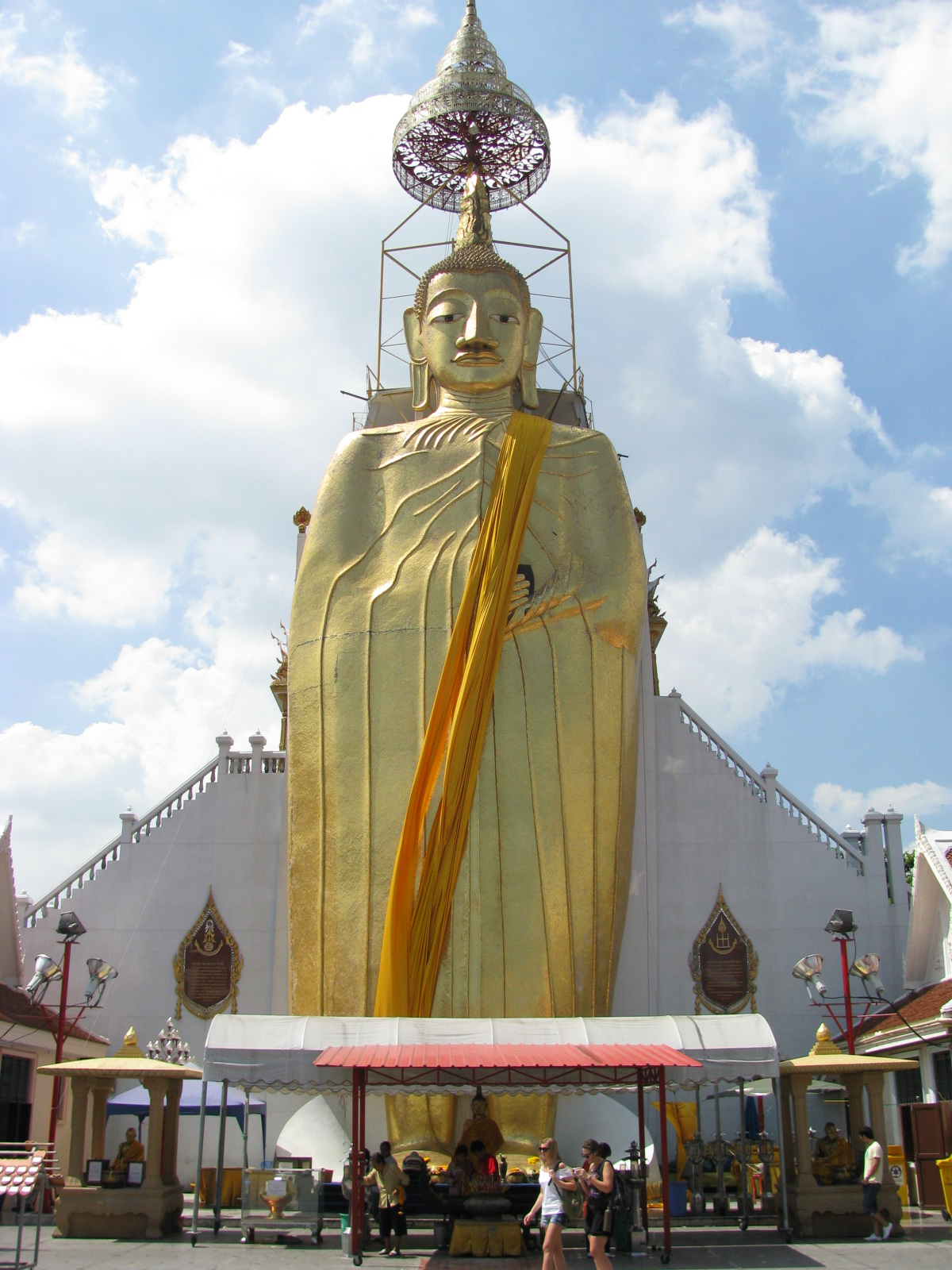
Tại chùa Wat Intharawihan, quận Phra Nakhon, Bangkok, Thái Lan
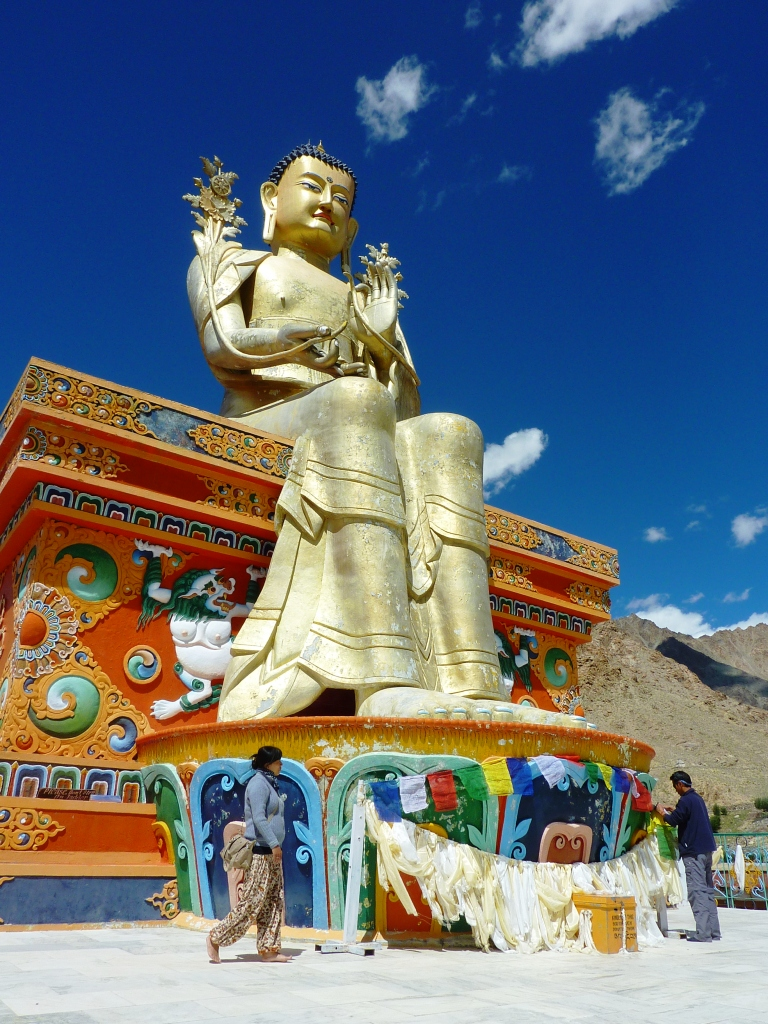
bức tượng Phật Di Lặc cao 23 mét (75 ft) ở thung lũng Nubra, Ladakh, Ấn Độ, dựng năm 1999
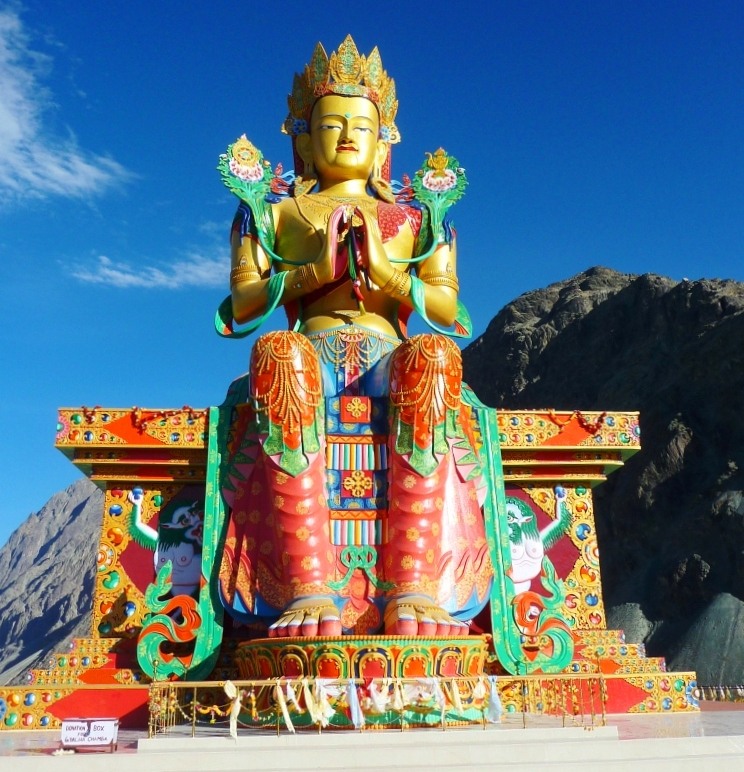
bức tượng Phật Di Lặc cao 32 mét (110 ft) ở thung lũng Nubra, Ladakh, bang Jammu và Kashmir, Ấn Độ, dựng năm 2010
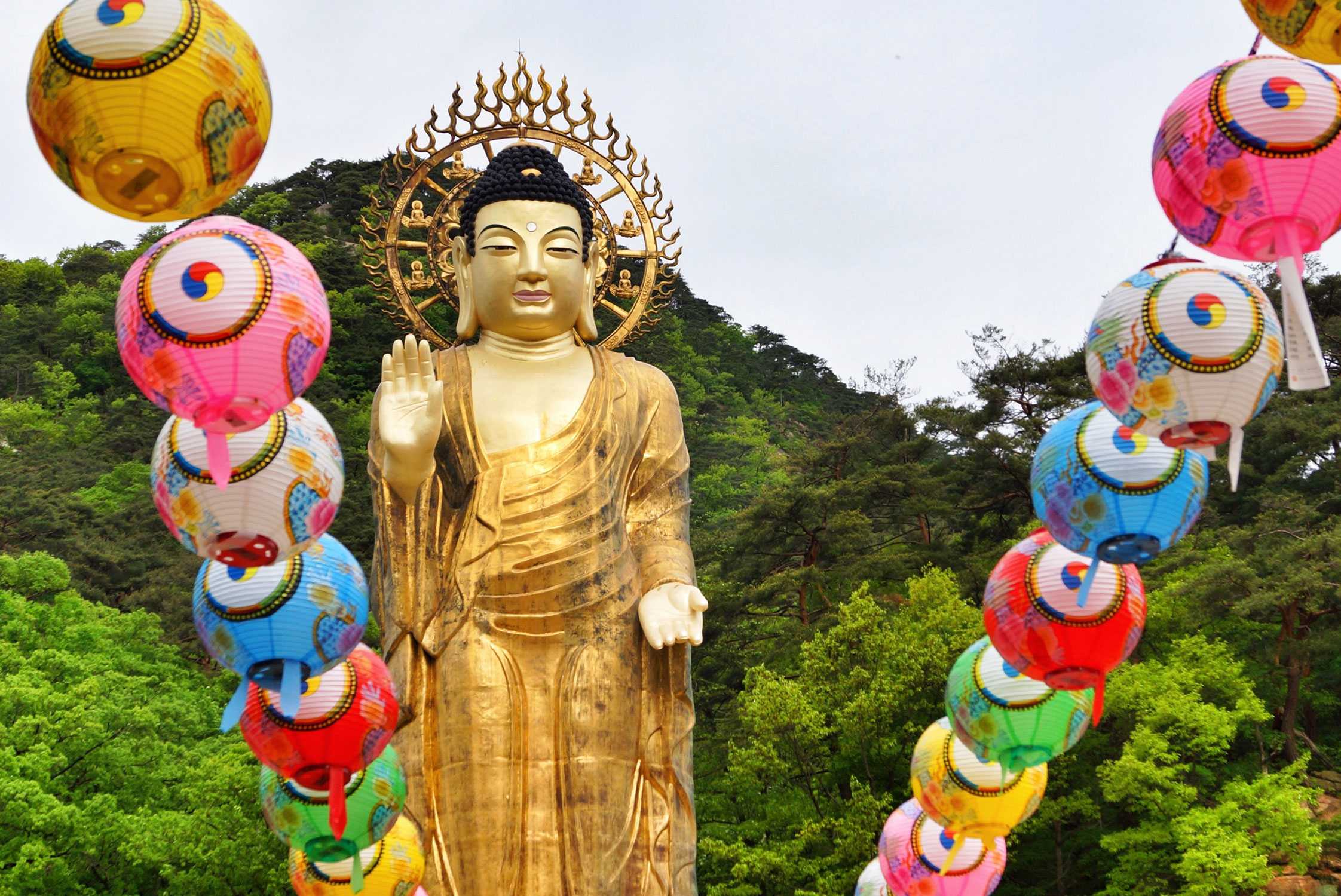
Tượng Di Lặc cao 33m mạ vàng tại chùa Beopjusa, Chungcheong Bắc, Hàn Quốc, dựng năm 1990
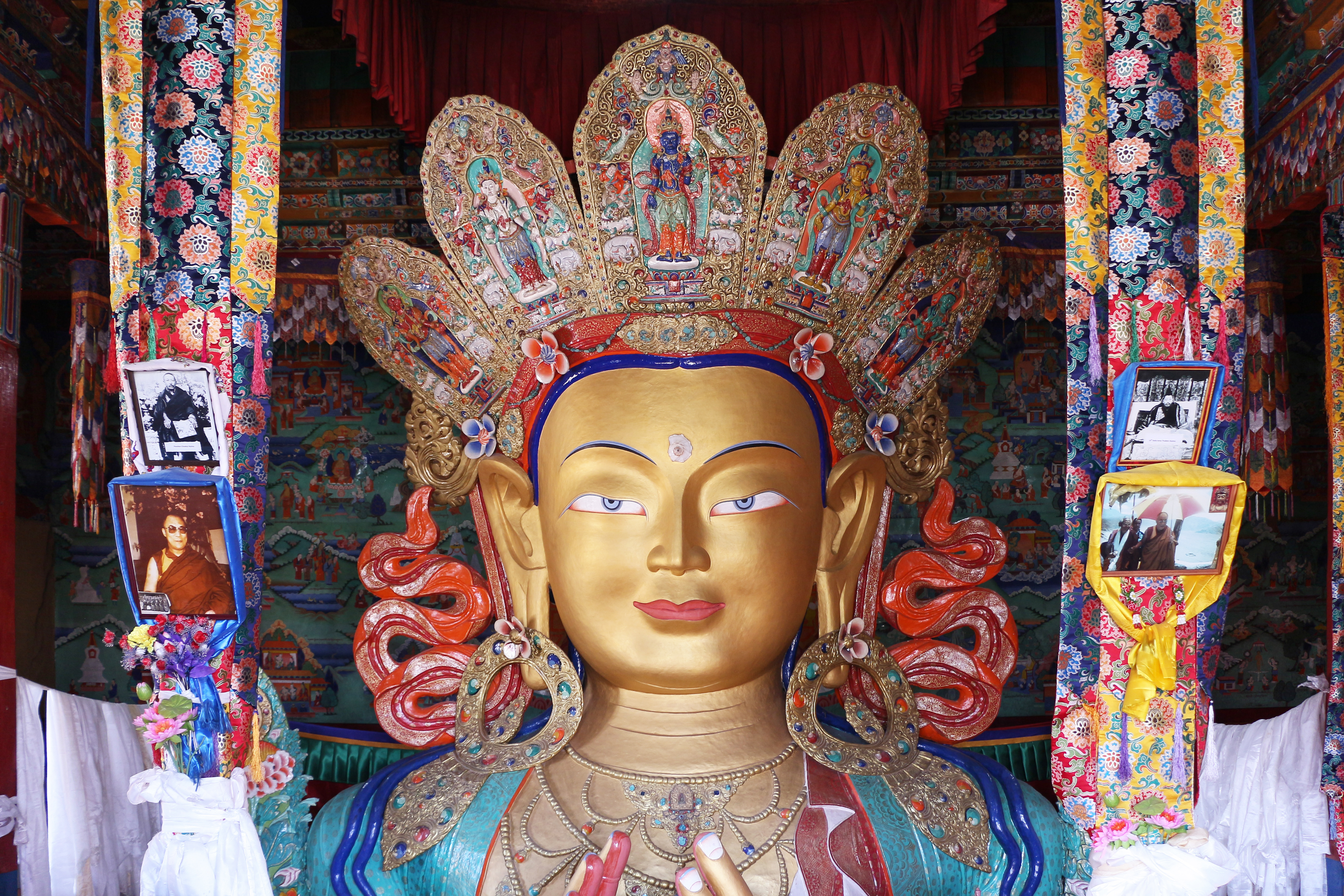
Tượng Di Lặc trong Tu viện Thikse, Ladakh, Ấn Độ

#### TheoPhật giáo Bắc truyềnvà ảnh hưởng củaPhật giáo Trung Hoa
Hình tượng Di Lặc này là dựa theo tính cách của hòa thượng Bố Đại, được xem là một hiện thân của Di-lặc trong Phật giáo Trung Hoa, khoảng từ thế kỷ 10

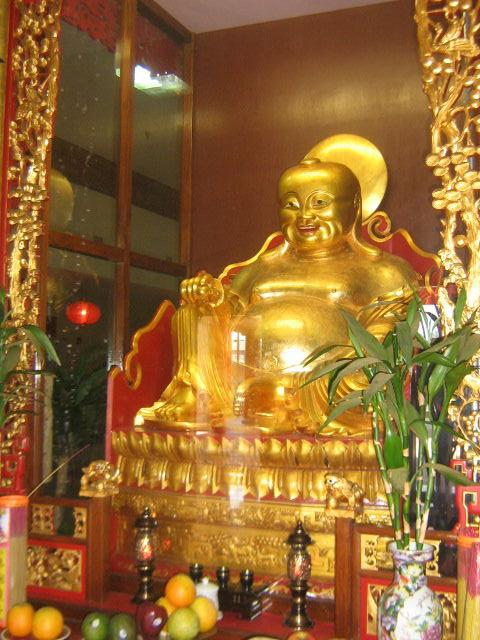
Nhà sư Bố Đại như là một hóa thân của Phật Di Lặc
Tượng Phật Di lặc khắc vào khoảng thế kỷ 11 trong hang núi của chùa Linh Ẩn Tự tại Hàng Châu, Chiết Giang.
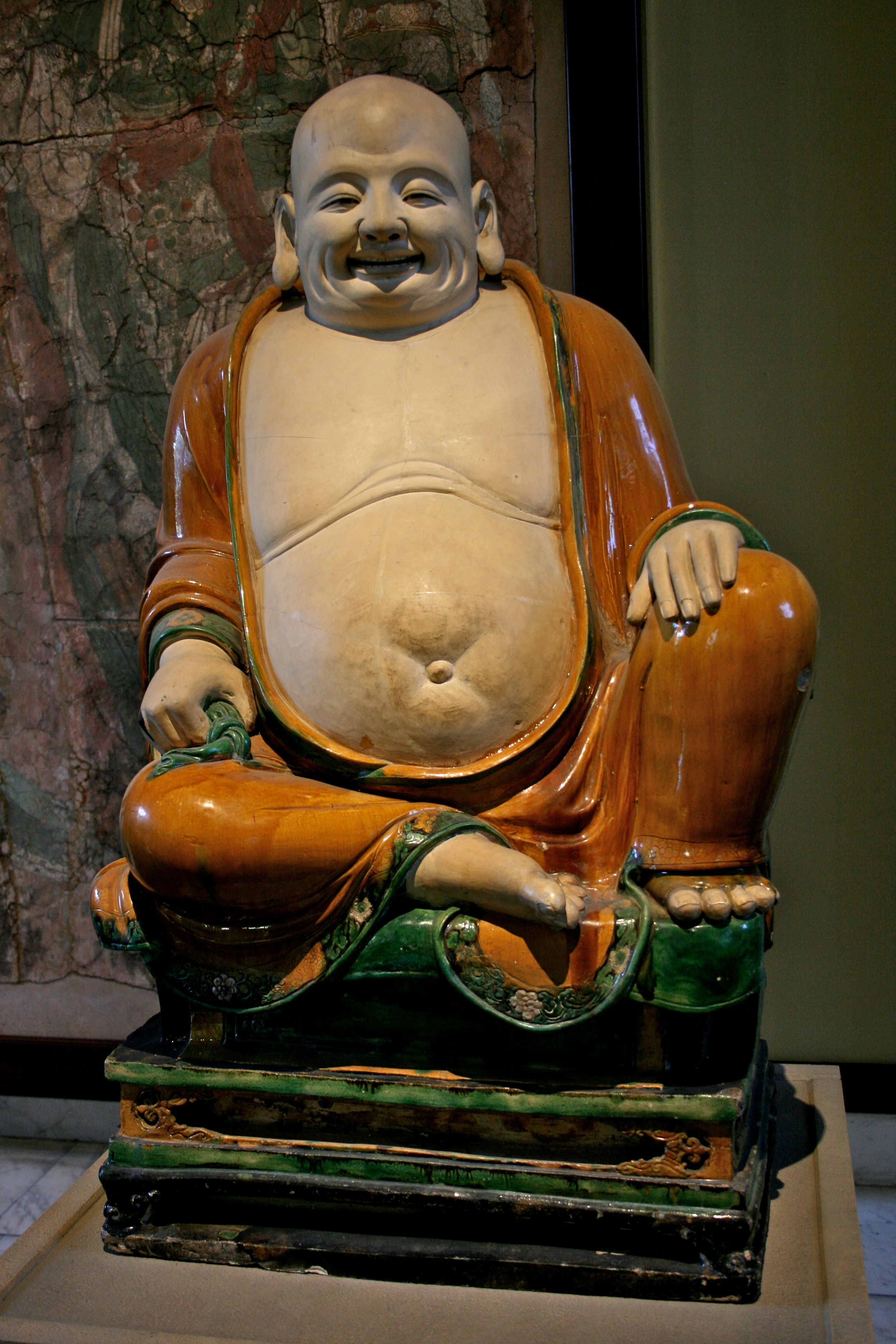
Hiện vật thời nhà Minh, Hà Nam (Trung Quốc), khoảng năm 1486
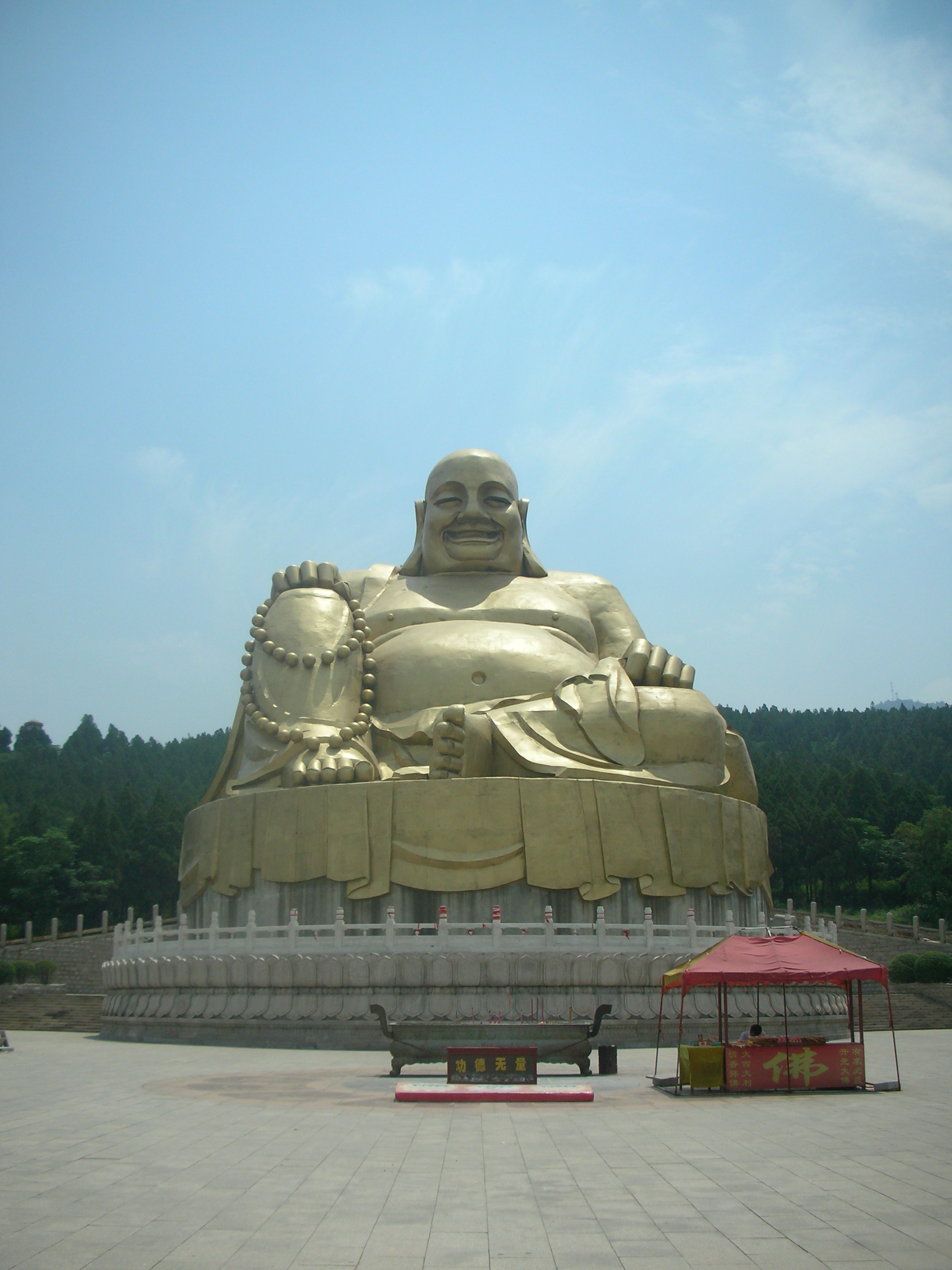
Tượng Di Lặc tại núi Thiên Phật, Lịch Hạ, Tế Nam, Trung Quốc
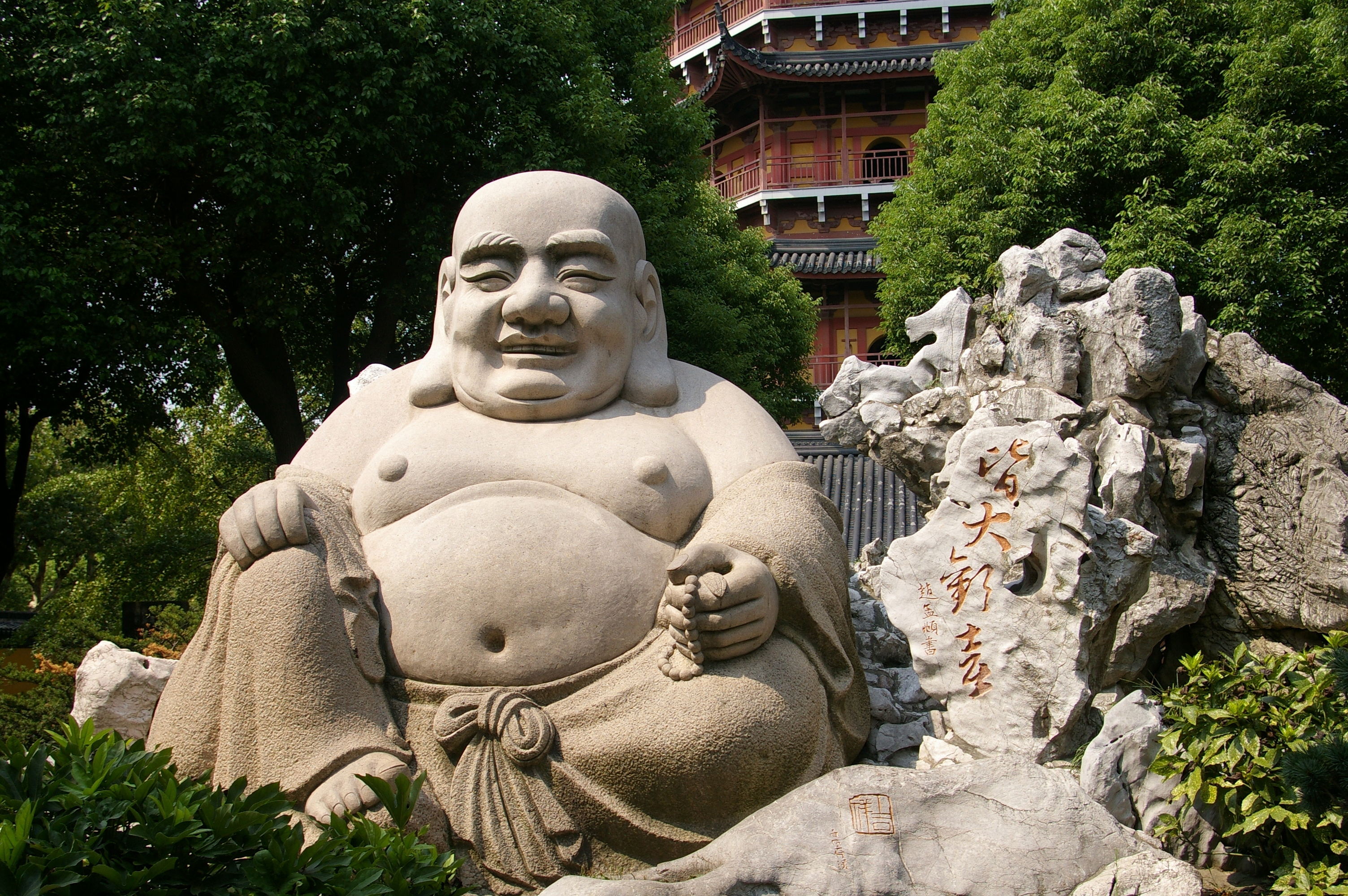
Tại chùa Bắc Tự, Tô Châu
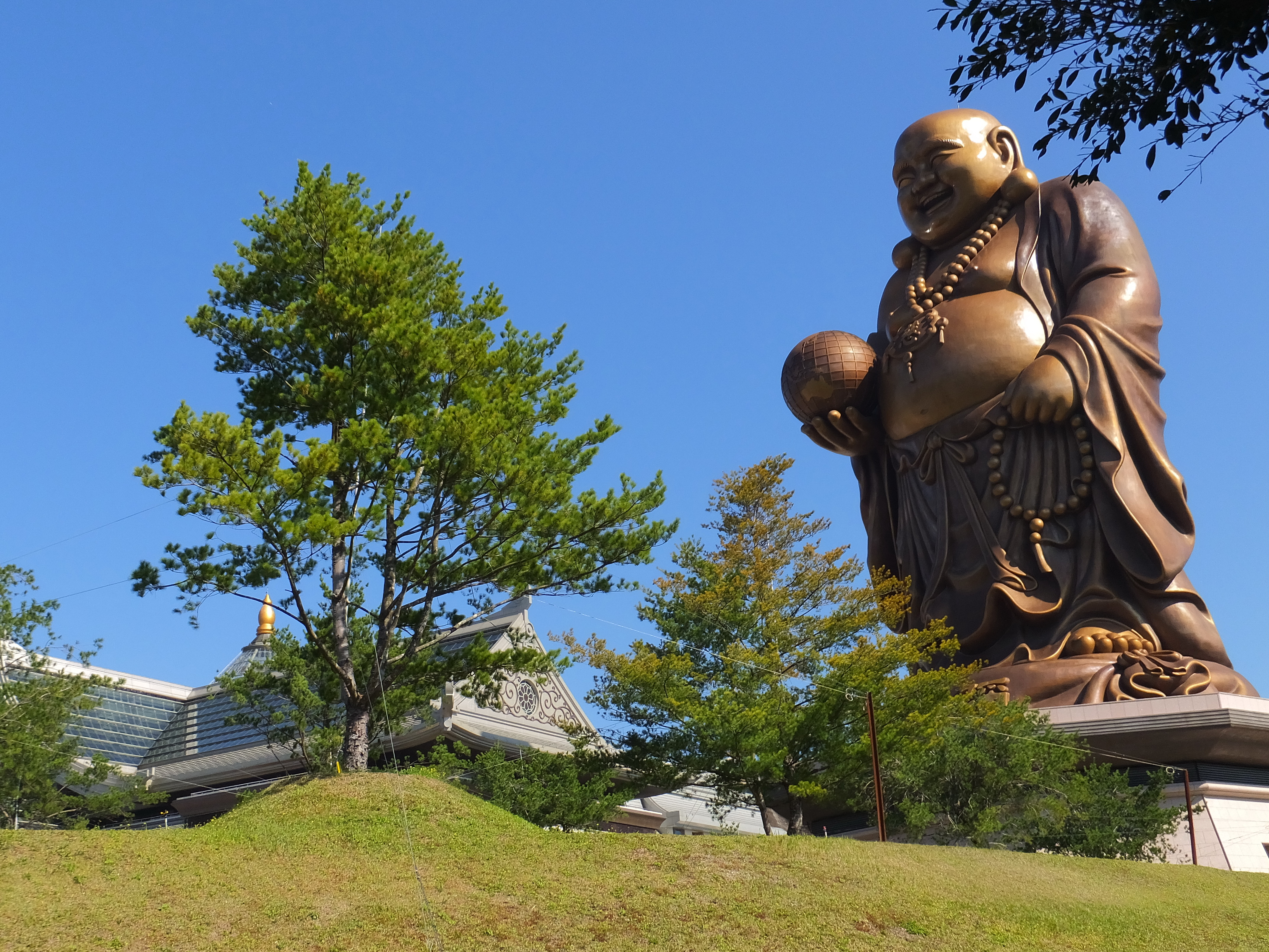
Tượng Di Lặc cao 57,6 m gần Bắc Phố, huyện Tân Trúc, Đài Loan
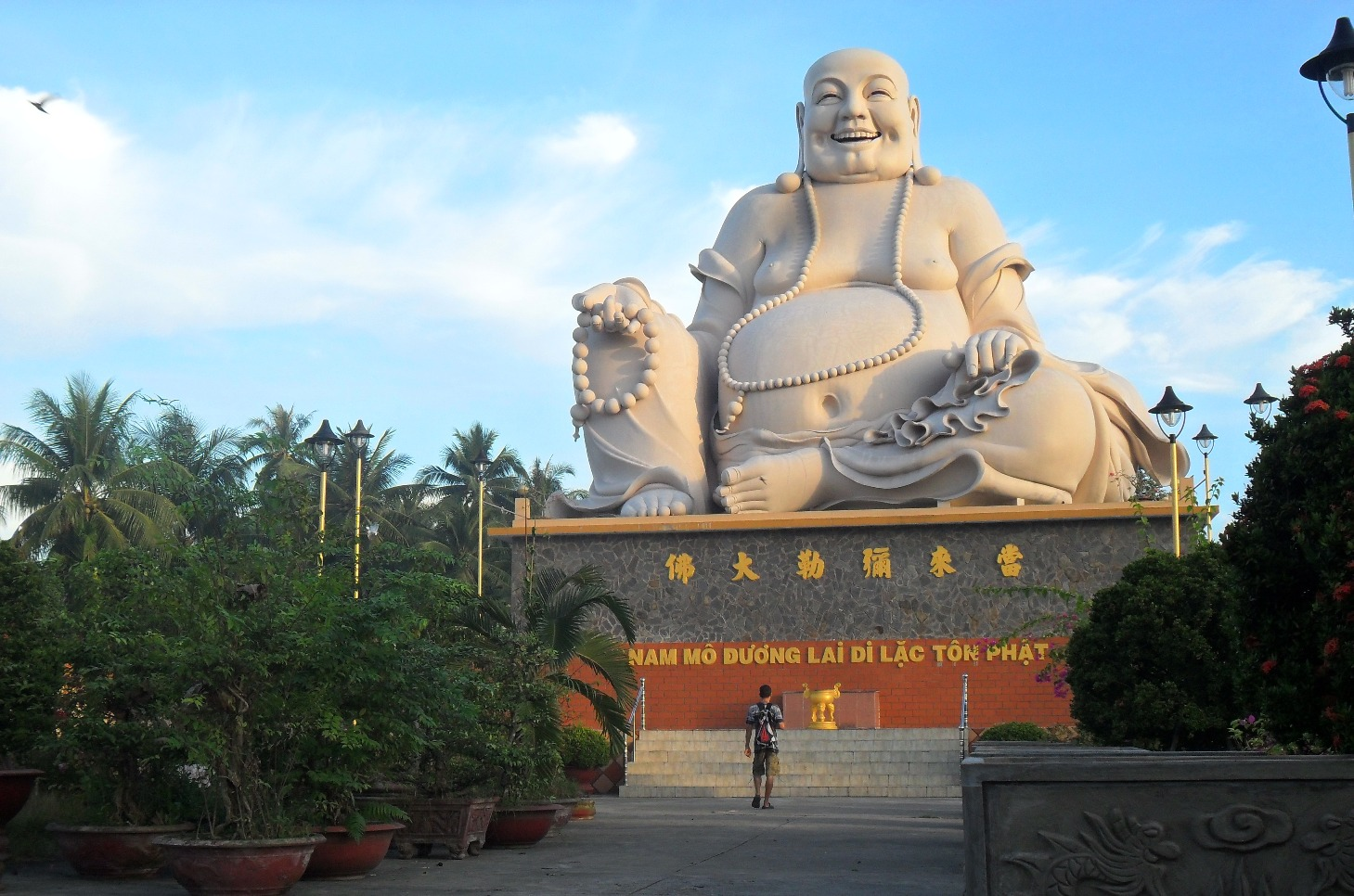
Tượng Phật Di Lặc (Bố Đại) tại Chùa Vĩnh Tràng, Mỹ Tho.
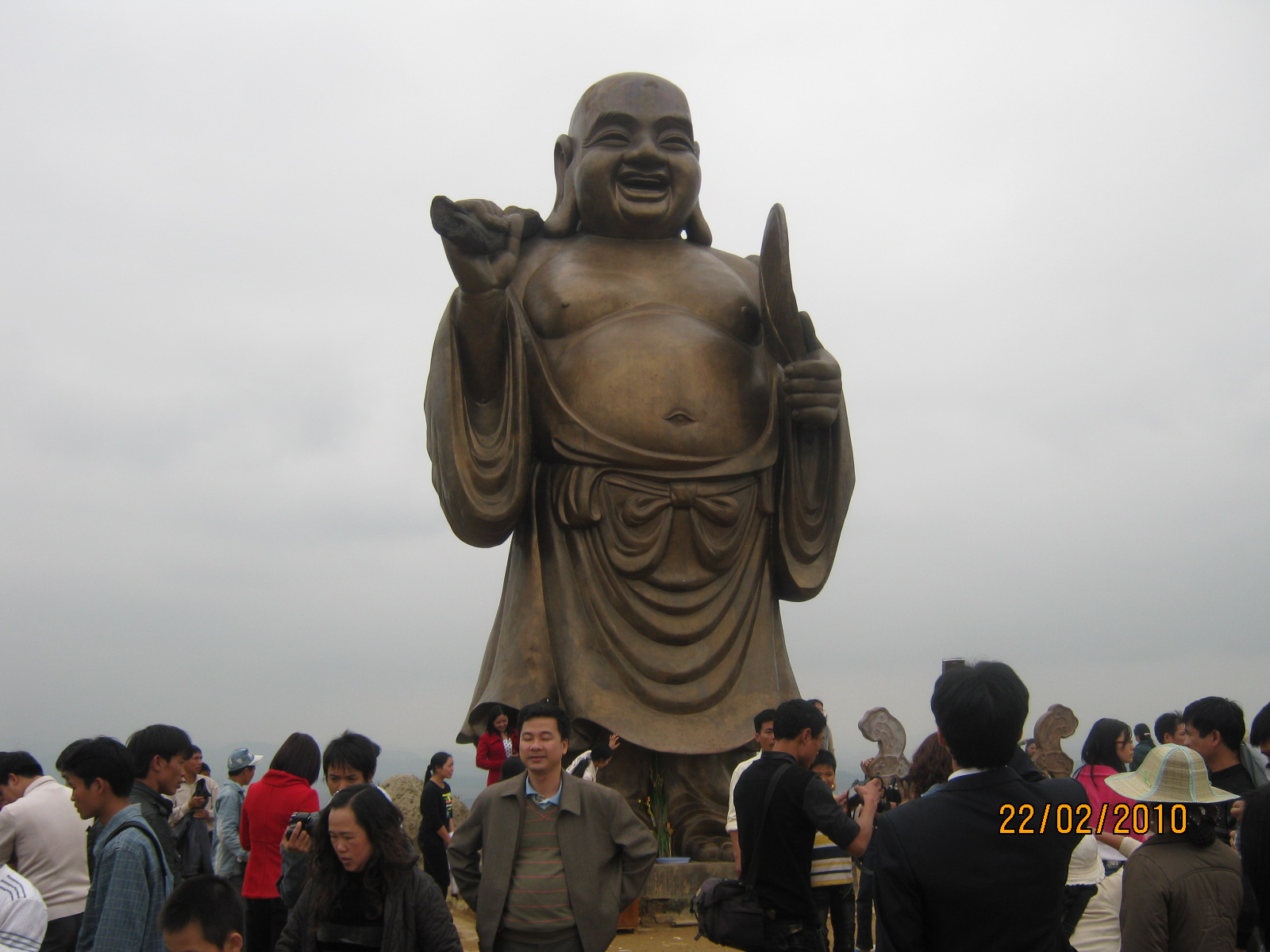
Tượng Phật Di Lặc bằng đồng trên đỉnh núi thuộc chùa Bái Đính, Ninh Bình, Việt Nam.
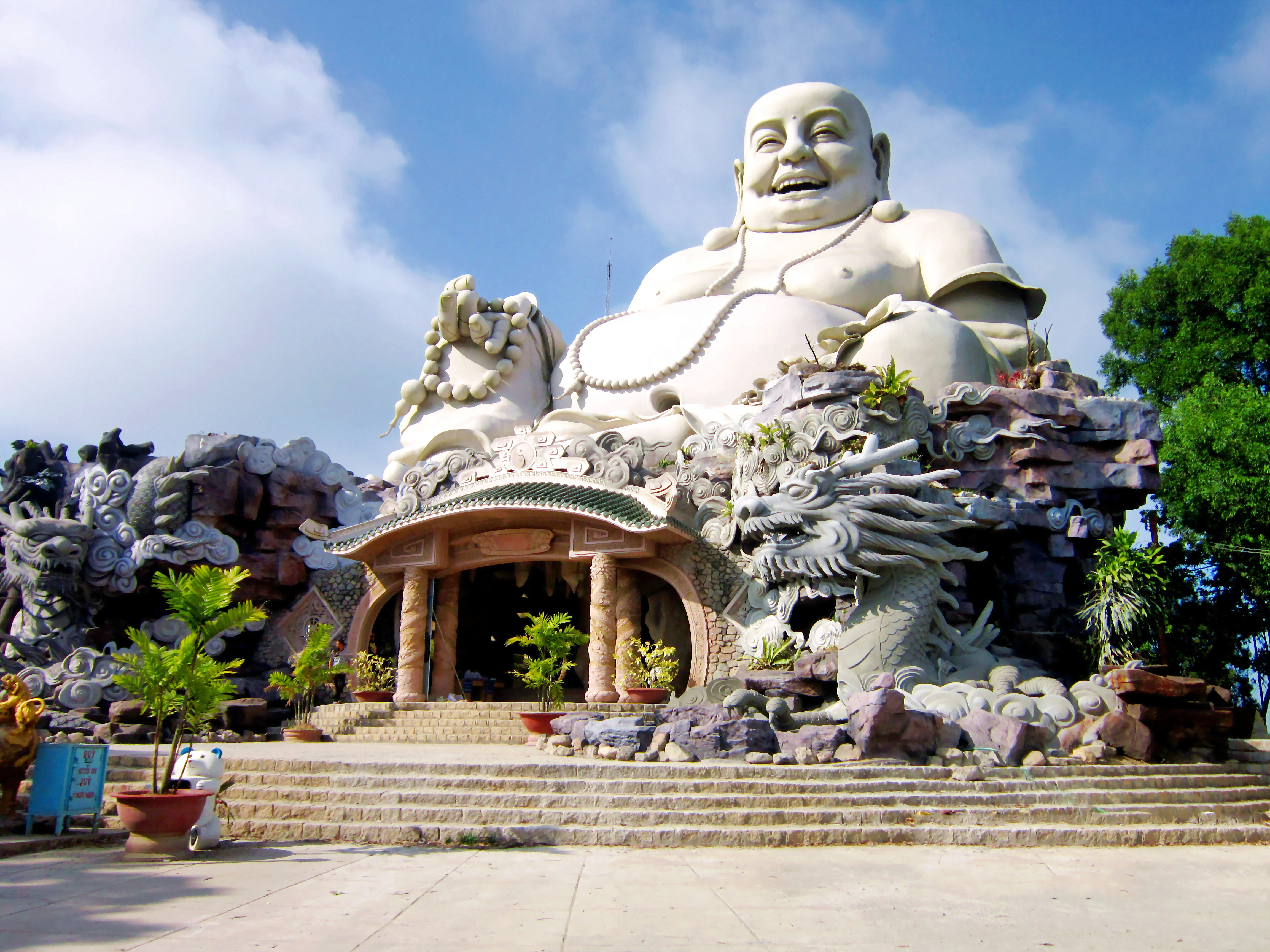
Tượng Phật Di Lặc trên đỉnh núi Cấm, An Giang